# Conjunto histórico de Albarracín
El conjunto histórico-artístico de Albarracín es el conjunto de edificios que conforman el núcleo más antiguo del municipio de Albarracín, que presentan una protección global al haberse catalogado y delimitado el área de protección por la Orden de 18 de abril de 2011, publicada en el Boletín Oficial de Aragón del día 30 de mayo de 2011.
Geográficamente Albarracín se sitúa en la comarca aragonesa de  Sierra de Albarracín, en la provincia de Teruel, España. Ubicada en la cuenca del río Guadalaviar, en el Sistema Ibérico y más concretamente en la sierra de Albarracín.
La presencia en la zona de Albarracín de restos de pintura rupestre pertenecientes al Arte rupestre del arco mediterráneo de la península ibérica, cuyas muestras han sido declaradas Patrimonio de la Humanidad, hizo que se llevara a cabo la creación del llamado Parque Cultural de Albarracín.

## Historia
La fundación de Albarracín se realizó sobre los restos de una villa romana, datada alrededor del siglo II a. C., de la que se conservan parte de su trazado y los restos del acueducto romano de Albarracín-Cella, excavados en la roca. Este primer núcleo de población levantó en época visigoda una iglesia con la advocación de Santa María, sobre la cual se construyó otra en 1567 de fábrica medieval y dirigidos los trabajos por Quinto Pierres Vedel.
Albarracín padeció la dominación musulmana, estando la que se conoció como Taifa de Albarracín (independiente del Califato de Córdoba) bajo el gobierno de un grupo de Bereberes de la tribu de Banu Razín, pudiéndose contemplar de este período histórico una buena muestra de edificios de diferentes usos.
No consiguieron arrebatarla del dominio árabe ni los esfuerzos de El Cid, ni de Jaime I de Aragón, siendo los almorávides quienes consiguieron que entrara a formar parte del Reino de Valencia  en el siglo XI.
El primer señor cristiano de la zona fue Pedro Ruiz de Azagra, en 1170, permaneciendo en posesión de su familia hasta el siglo XIII, cuando se desposee del señorío a los Azagra pasando a  manos de Pedro III  de Aragón, quien le otorgó un fuero semejante al de la ciudad de Teruel.
Pedro IV de Aragón la incorporó a sus dominios en el siglo XIII y su sucesor Juan II le concedió el título de ciudad. Tras enlaces y alianzas matrimoniales pasará a pertenecer en el siglo XIV, a la corona de Aragón. Será Felipe II quien decide acabar con el foralismo de Albarracín en 1598.
Durante la Edad Media Albarracín experimentó un periodo de gran desarrollo económico y, en parte como consecuencia de lo anterior,  arquitectónico. Es en este momento cuando se refuerza la muralla, datada, en la parte más antigua conservada, del siglo XI, y el castillo llamado  de El Andador. Más tarde, ya entrado el siglo XIII se construye la que será la catedral de El Salvador de estilo gótico, que fue reformada en el siglo XVI y a la que se le anexionó, ya en el siglo XVII el Palacio episcopal que actualmente presenta fachada de estilo barroco.
El desarrollo económico de la ciudad durante la Edad Moderna hizo que se produjera una nueva expansión de la construcción, sobre todo, de caserones y palacetes, los cuales han llegado a nuestros días en perfecto estado de conservación. Pareja a este desarrollo se produce un aumento del poder eclesiástico que se refleja en construcciones de ese momento como el monasterio de San Bruno o el de San Esteban. Y más tarde, ya entre los siglos XVII-XVIII, construyen la iglesia de Santiago, la ermita de la Vega y en estilo barroco el colegio de Los Padres Escolapios
También sufrió la ciudad la invasión francesa desde 1809, produciéndose en tras la guerra de independencia un periodo de decadencia económica que supuso la desaparición de prácticamente toda la industria. Mucho más tarde, durante el  conflicto bélico del 36, la situación de decadencia de la zona se incrementó considerablemente.
En el año 1961 fue declarada Monumento nacional, mientras que la Orden de 18 de abril de 2011, publicada en el Boletín Oficial de Aragón del día 30 de mayo de ese mismo año, delimita el conjunto histórico de Albarracín (Teruel) y su entorno de protección. Siendo el primer conjunto histórico que se declaró en Aragón.
En pleno siglo XXI, Albarracín es considerado un núcleo de considerable actividad industrial (en su mayoría maderera), y desarrolla una gran actividad en el sector servicios dada su oferta turística.

## Descripción
Con la publicación en el BOA de la Orden por la que se delimitaba el Conjunto Histórico de Albarracín y su entorno de protección, se establecieron las medidas  de tutela, tanto para el  Conjunto Histórico, a través de su Plan Especial, como para su Entorno de Protección.
La nueva delimitación (bien a proteger) del Conjunto Histórico recoge tanto el casco histórico situado dentro del recinto de las murallas así como los barrios de los Palacios y de Jesús.
El conjunto protegido abarca cuatro zonas:
- el extremo sur del meandro es el que se supone se adapta al trazado que hipotéticamente debía tener la muralla en esa zona atendiendo a las características orográficas de la misma, la documentación existente y el estudio de la zona.[3]
- el extremo oeste del barrios de los Palacios está readaptado a las edificaciones que existen en el momento de la Orden.[3]
- el límite norte añade el foso que rodea todas las murallas, así como la torre del Andador.[3]
- el extremo norte del barrio del Jesús, al igual que ocurría co  el oeste del de los Palacios, se adapta a las edificaciones existentes.[3]

Este conjunto se caracteriza por presentar calles estrechas y empinadas callejuelas en las que se disponen casas de irregulares muros de fábrica de mampostería y entramados de madera, utilizándose tabicones de escayola (en su mayoría de color rojo), para hacer tanto tabiques interiores de las casas o divisiones interior en las mismas, como soportes  para la colocación de tejas, pizarras así como de otros elementos.
El núcleo más primitivo del conjunto histórico se centraría en la zona en la que en el siglo IX los Banu Razin habrían construido un hisn, en la peña en la que se sitúa en la actualidad la alcazaba, alrededor del cual se establece un caserío, que da lugar a un núcleo poblacional que se denomina Santa María de Levante, conservando de este modo el nombre del antiguo poblado visigodo y la iglesia que existiría en los alrededores del mismo.
Este núcleo inicial se expande dando lugar a la formación de una medina (protegida por una murallas que recorrían el borde superior del meandro, y que se completaban con la conocidas como Torre del Andador y de la Muela, esta última en ruinas actualmente; de manera que se formaba con la Alcazaba, un triángulo inexpugnable) que ocupó la totalidad del meandro y que estructuraba su urbanismo en un eje principal en el que se disponía la alcazaba, la mezquita y el zoco, que es la actual plaza Mayor.
Con la aparición del Reino de Taifa de Albarracín en el siglo XI, Santa María de Levante pasa a denominarse Santa María de los Banu Razín, nombrándose finalmente Albarracín. Durante este siglo el recinto amurallado se amplía añadiendo en su interior el primer arrabal extramuros que surgió alrededor de los caminos que salían del zoco, que coincidirían con las calles Azagra (donde se disponen las conocidas como “casas colgantes”, en la que pueden observarse espléndidos ejemplos de casas señoriales como la casa de los Dolz de Espejo, el palacio de los Navarro de Arzuriaga y la casa de la Brigadiera (que actualmente es un hotel), y Portal de Molina, añadiéndose además una gran zona que se utilizaba para el pastoreo y refugio del ganado ante cualquier peligro.
Con la estabilidad económica y política que se alcanza en el siglo XVI se produce una extensión de la ciudad, apareciendo barrios extramuros como Palacios o el Arrabal de la Vega, este último ya entre los siglos XVII-XVIII. Mientras intramuros se construían casas de mayor tamaño. Es en este momento cuando se construye la catedral, el Palacio Episcopal, el Ayuntamiento, las iglesias de Santiago y Santa María, la ermita de San Juan, el Hospital así como el Colegio e iglesia de los escolapios.
Las características urbanísticas de Albarracín dificultaban el paso de vehículos por la carretera que debía atravesar el núcleo histórico. Es por ello que en el siglo XIX se construye un túnel en la roca sobre la que se asienta Albarracín, lo que dio lugar a la aparición de un nuevo barrio al norte del casco antiguo llamado barrio del Jesús.

### Monumentos
Así, entre los monumentos que estarían incluidos en este conjunto histórico hay que destacar:
- La catedral de El Salvador. Su construcción se inició en 1572, presenta de una sola nave con capillas laterales, de entre las que destaca  la del Pilar (origen barroco). De su interior cabe destacar el retablo mayor y el de San Pedro, así como los tapices flamencos datados en el siglo XVI, las  piezas de orfebrería e instrumentos musicales como el bajón o un violín del siglo XVIII.[6]

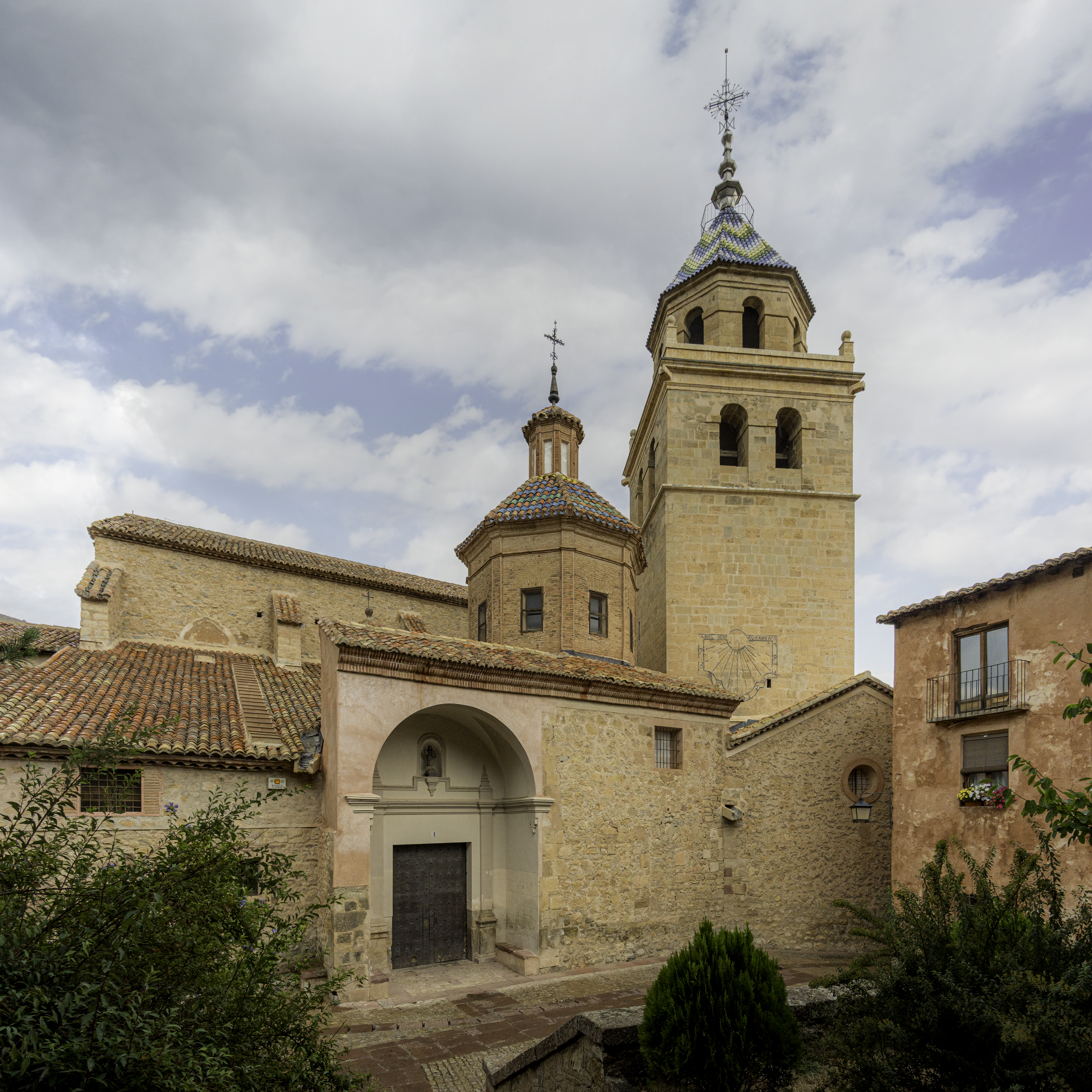
Fachada este, en la plaza de la Seo.
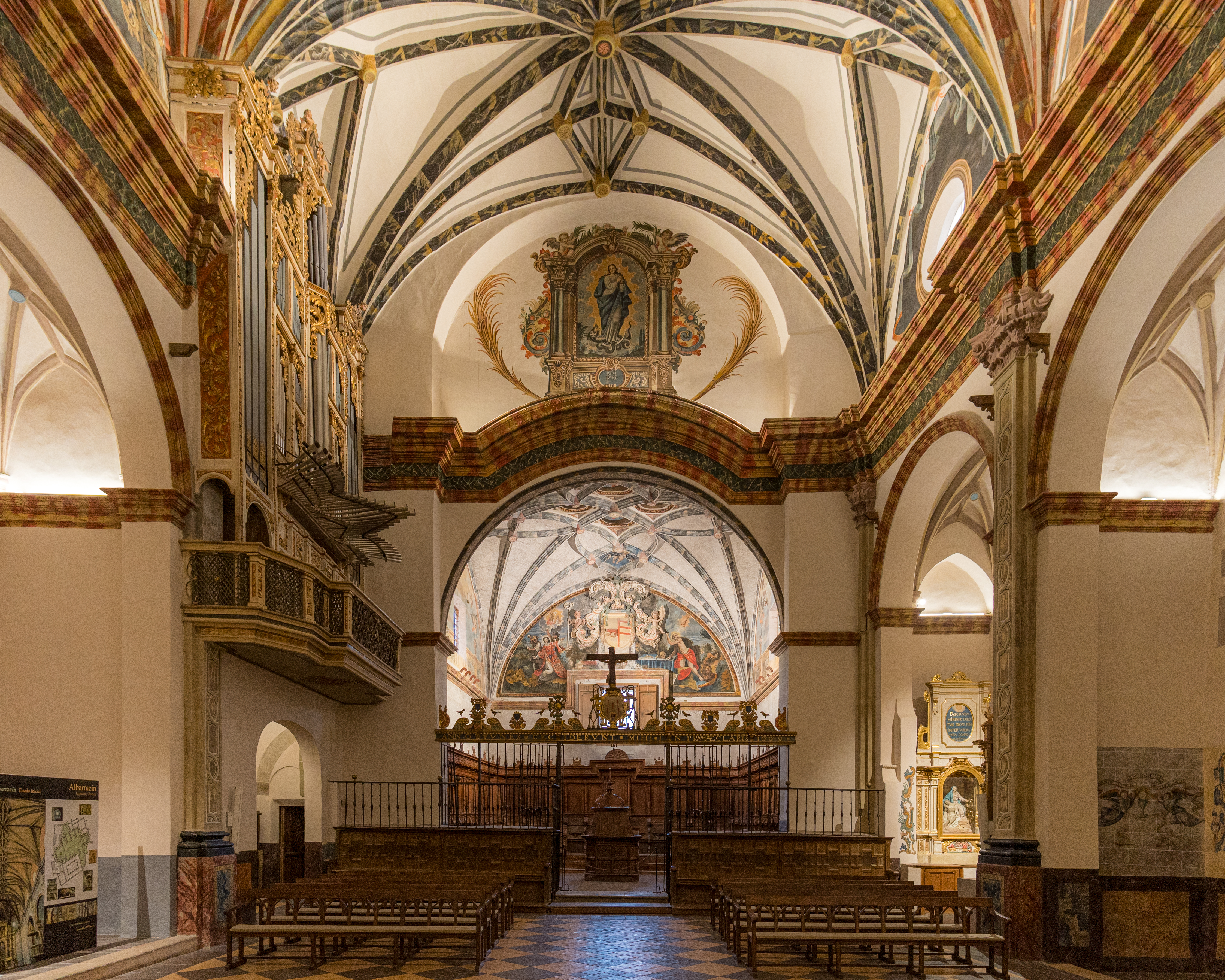
Coro y órgano.
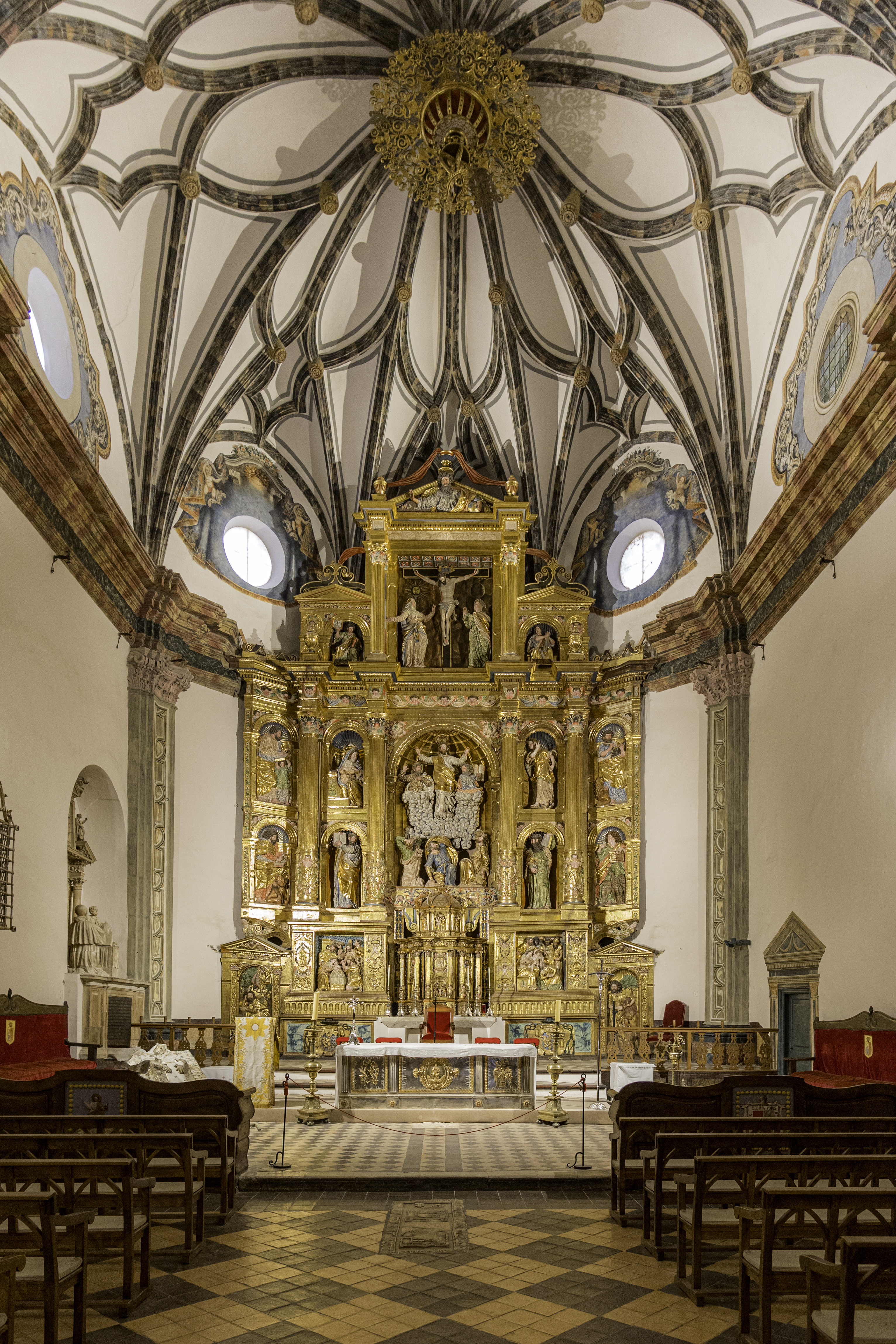
Altar mayor.
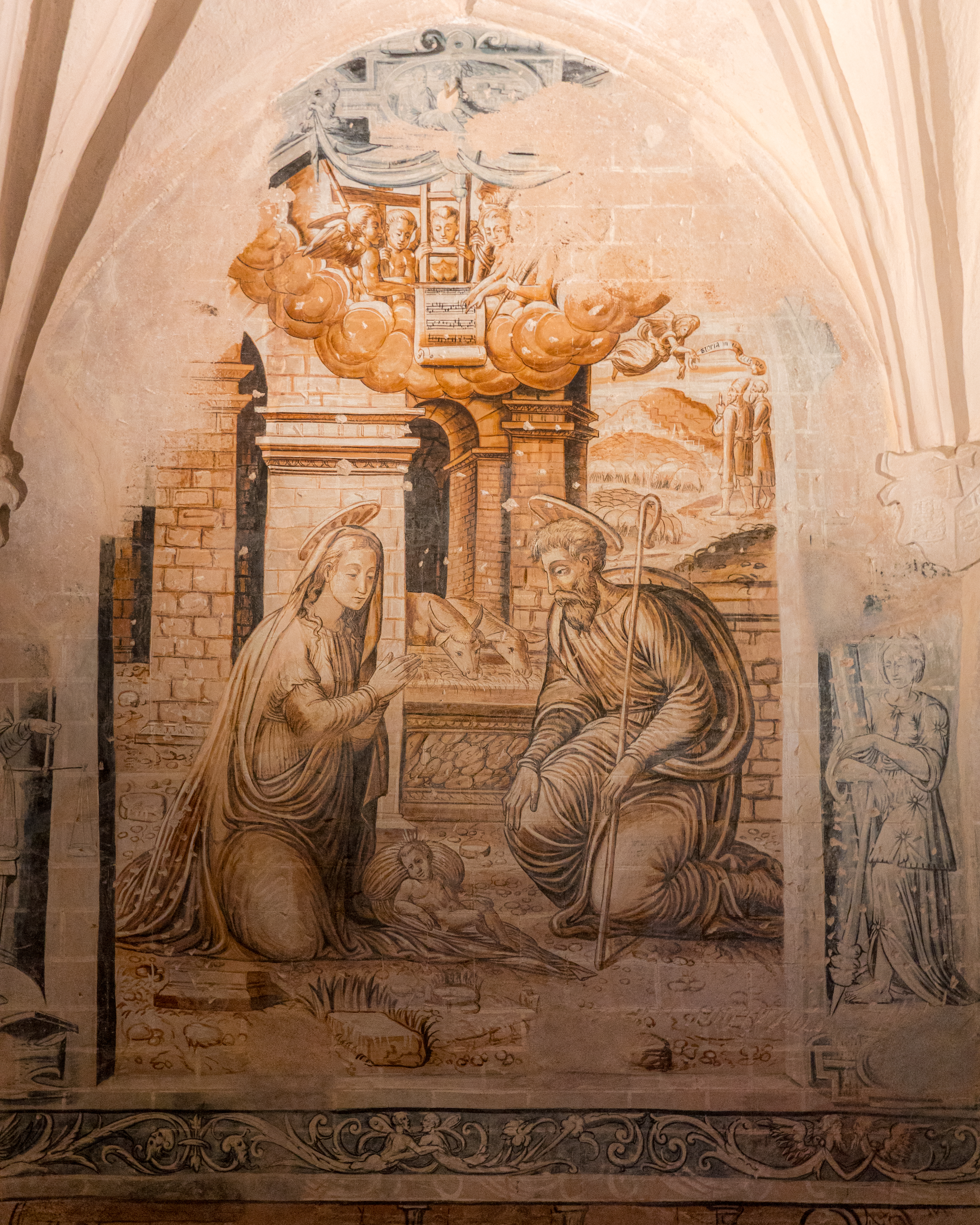
Fresco de la Natividad.
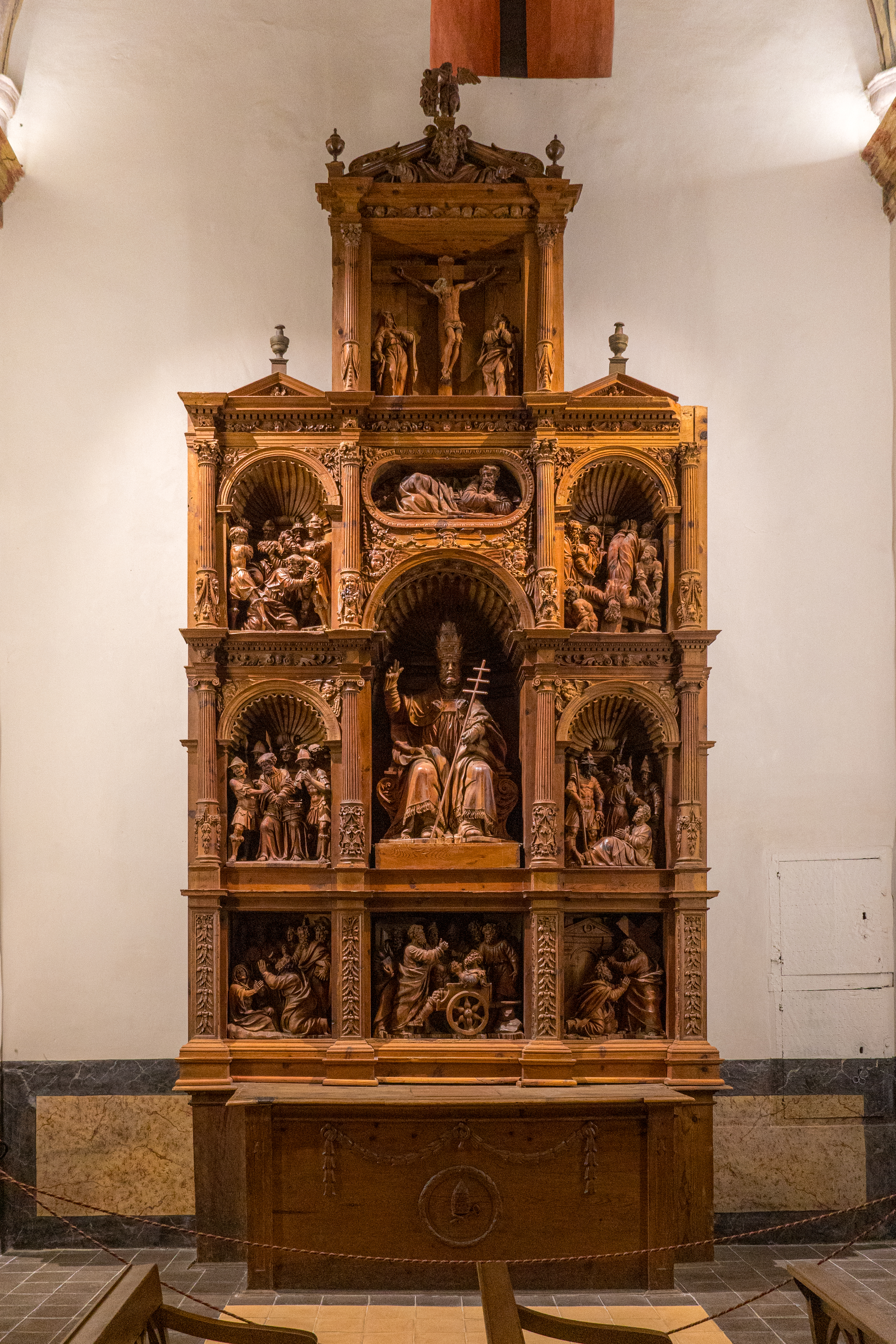
Retablo de la capilla de San Pedro.
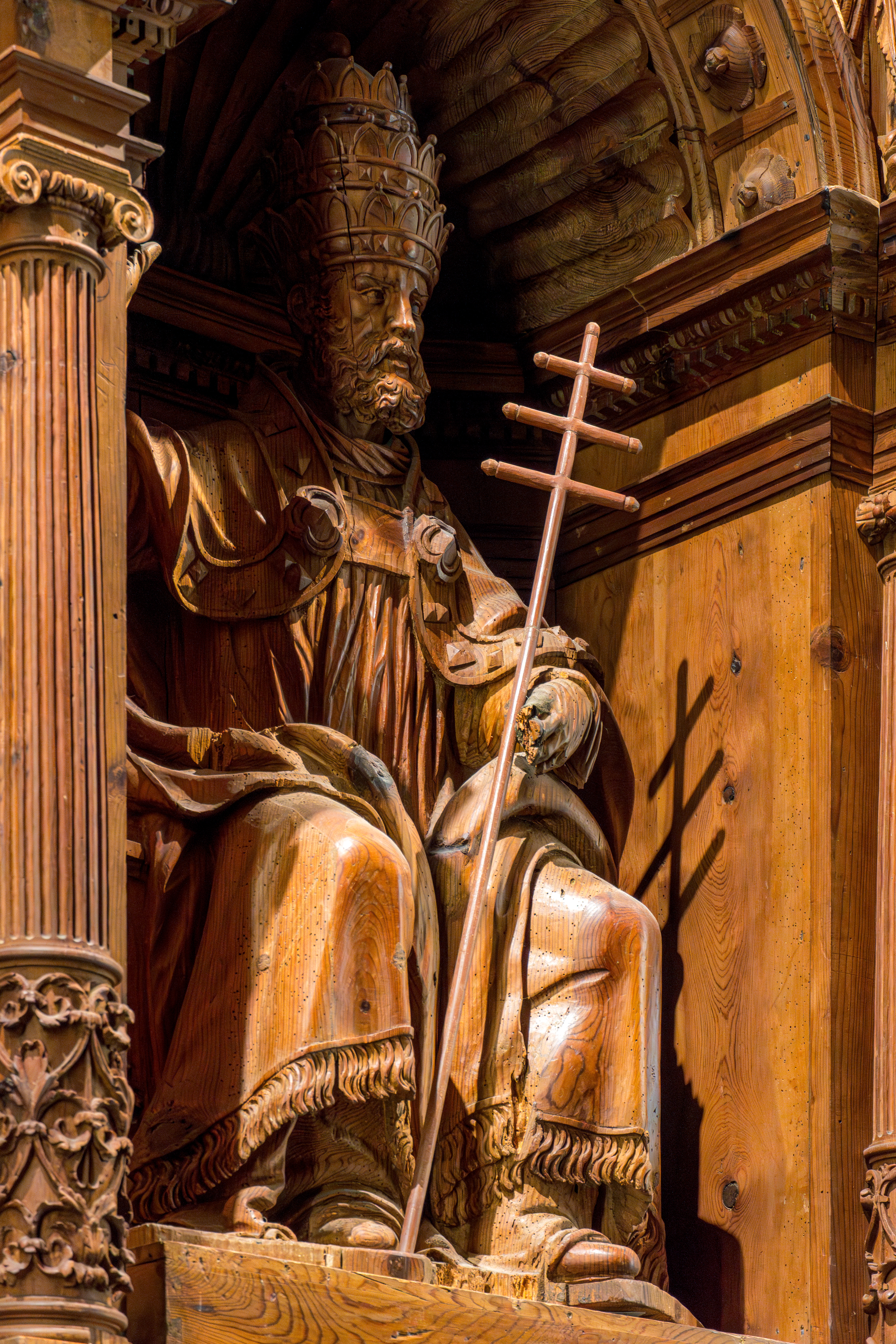
Retablo de San Pedro (detalle).
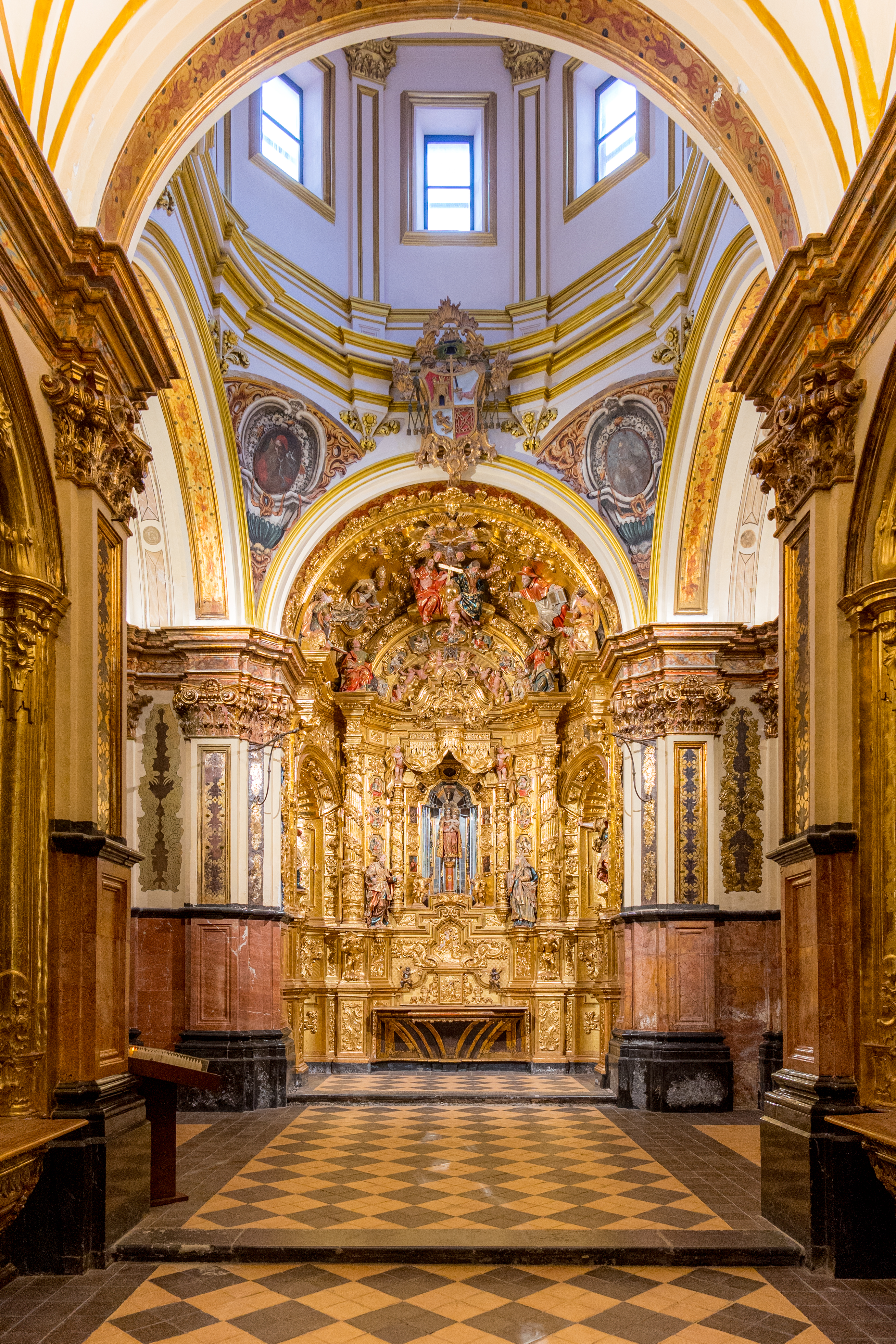
Capilla de Nuestra Señora del Pilar.
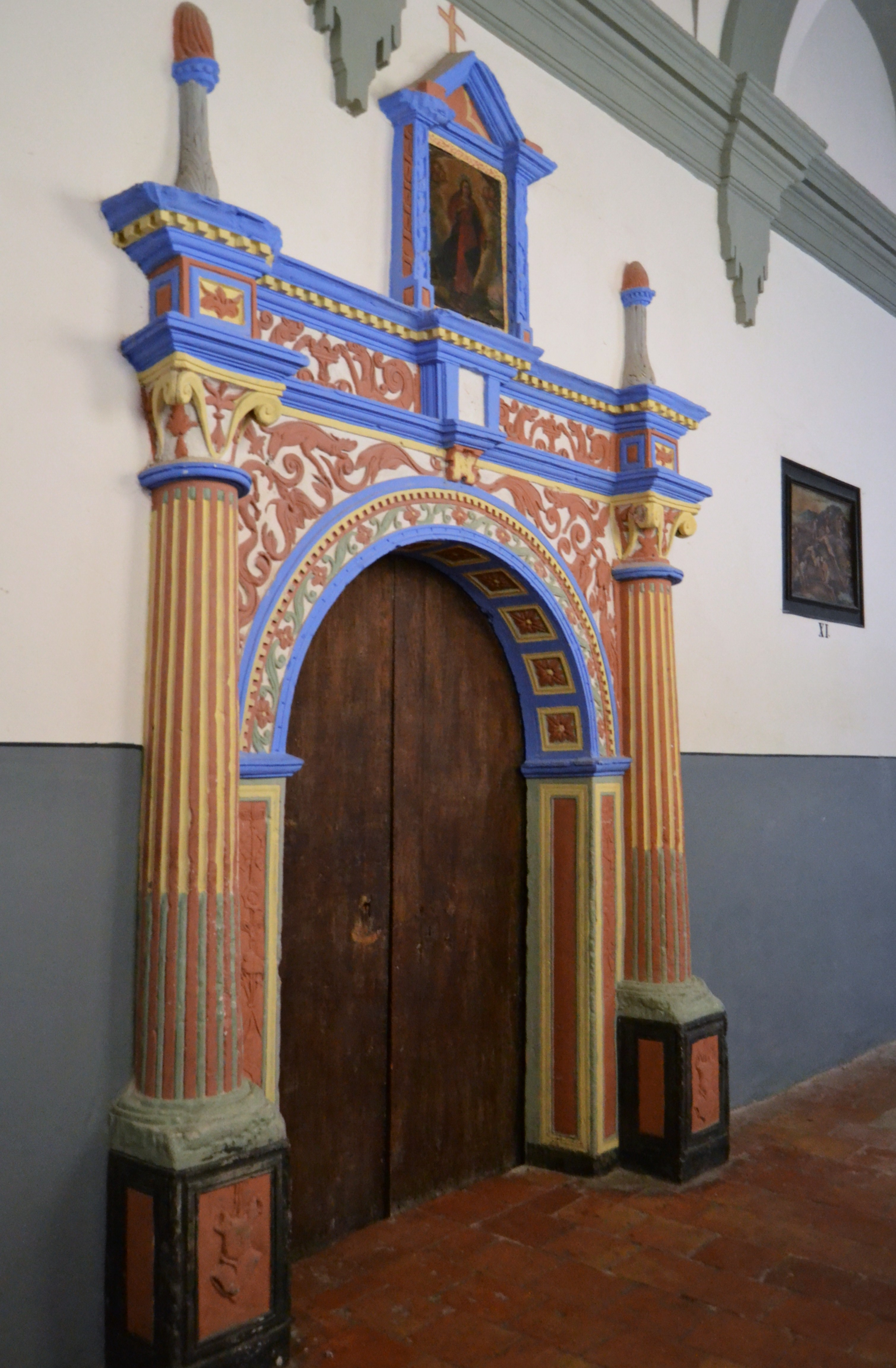
Puerta de acceso al claustro de la catedral

- El Palacio Episcopal, al que se puede acceder a través del claustro de la catedral, que lleva a la planta noble del Palacio, es decir, la destinada a la residencia del prelado, y en que actualmente se ubica el Museo Diocesano, y se utiliza como Palacio de Reuniones y Congresos, así como alberga la Fundación Santa María de Albarracín (organización sin ánimo de lucro, creada en 1996, cuyo objetivo es hacer de Albarracín un emblema cultural, apoyándose para ello en la recuperación y activación cultural de su patrimonio).[7] Su construcción se data en el siglo XVI, pese a que sufrió reiteradas reformas y ampliaciones a lo largo del siglo XVIII, lo que cambió mucho su aspecto, sobre todo externamente, destacando la fachada actual de estilo barroco.[6]

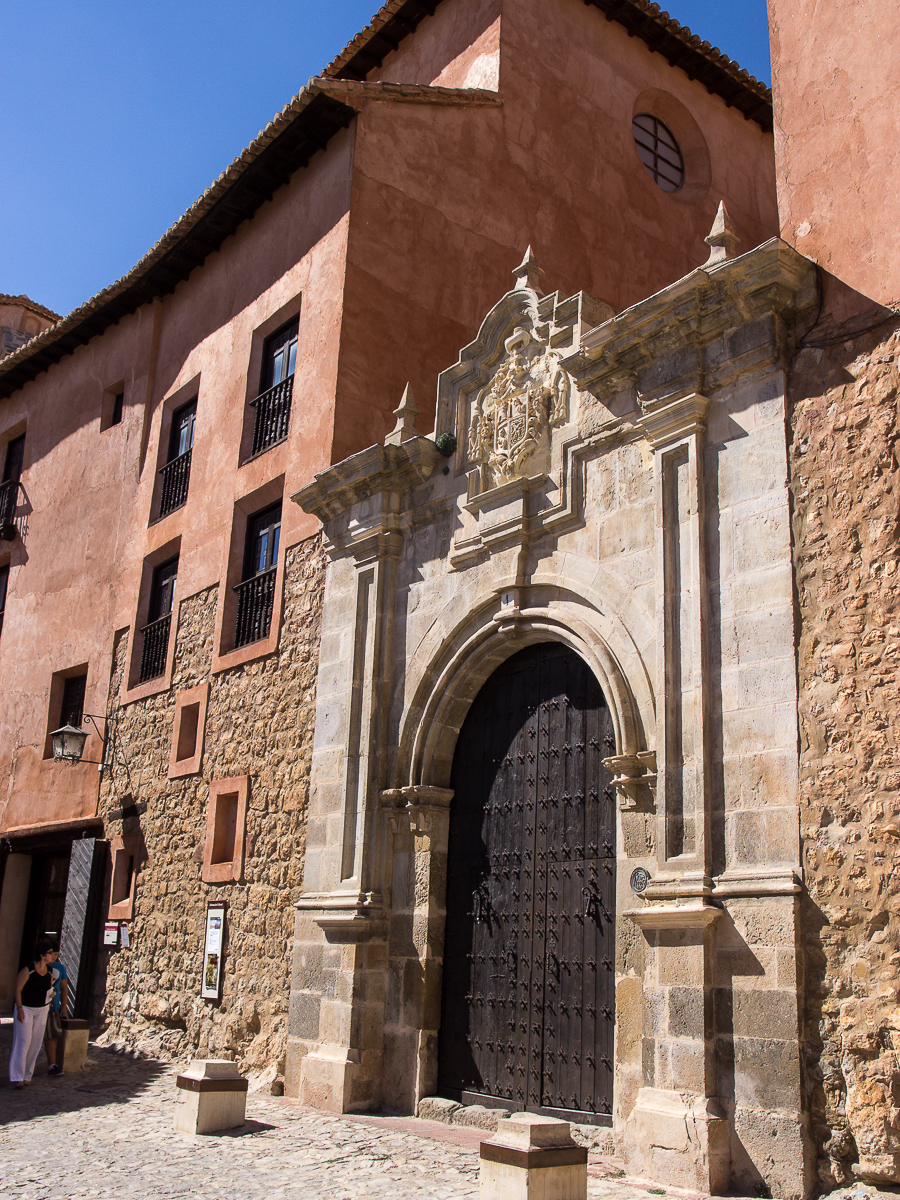
Palacio Episcopal
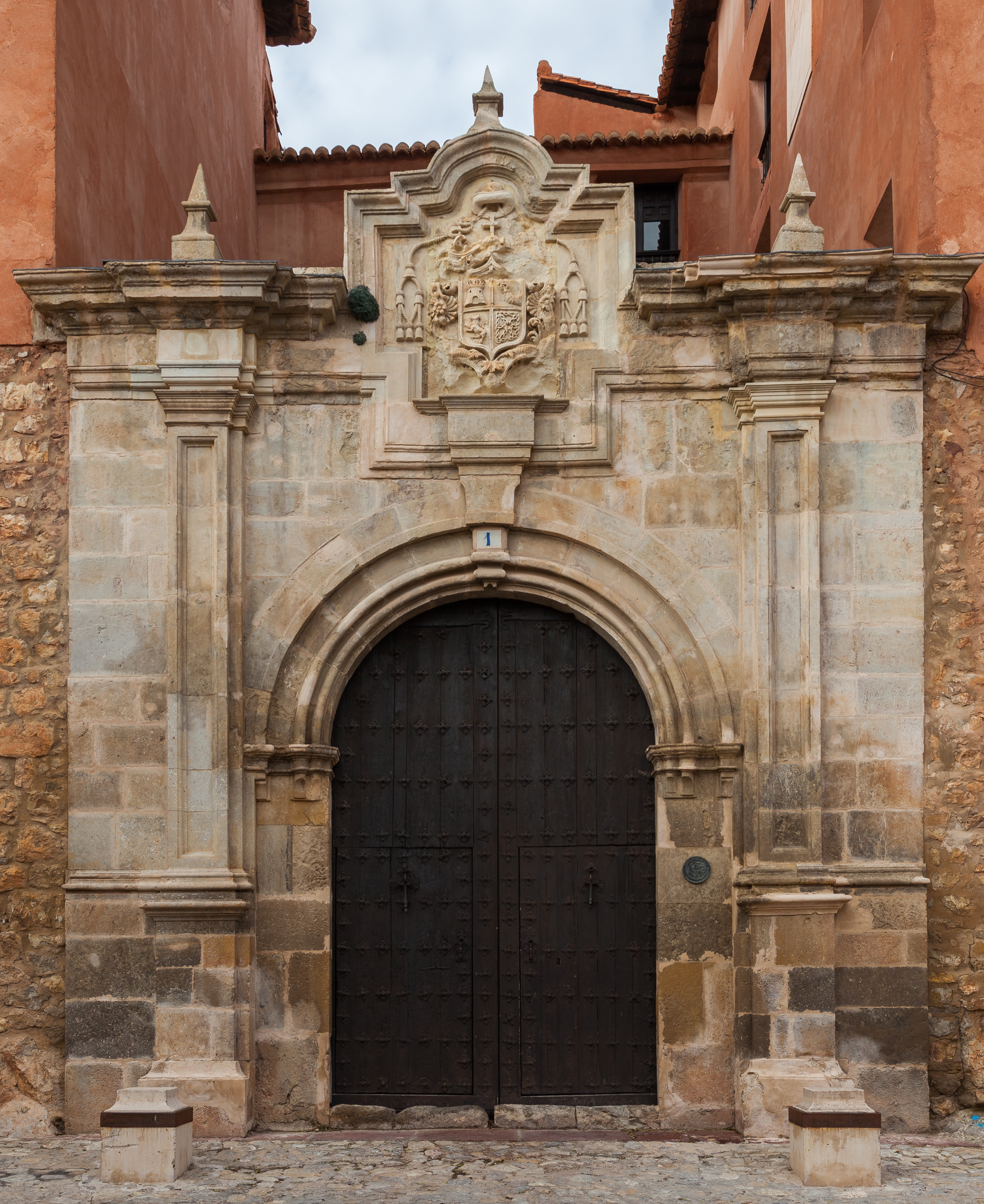
Puerta de acceso
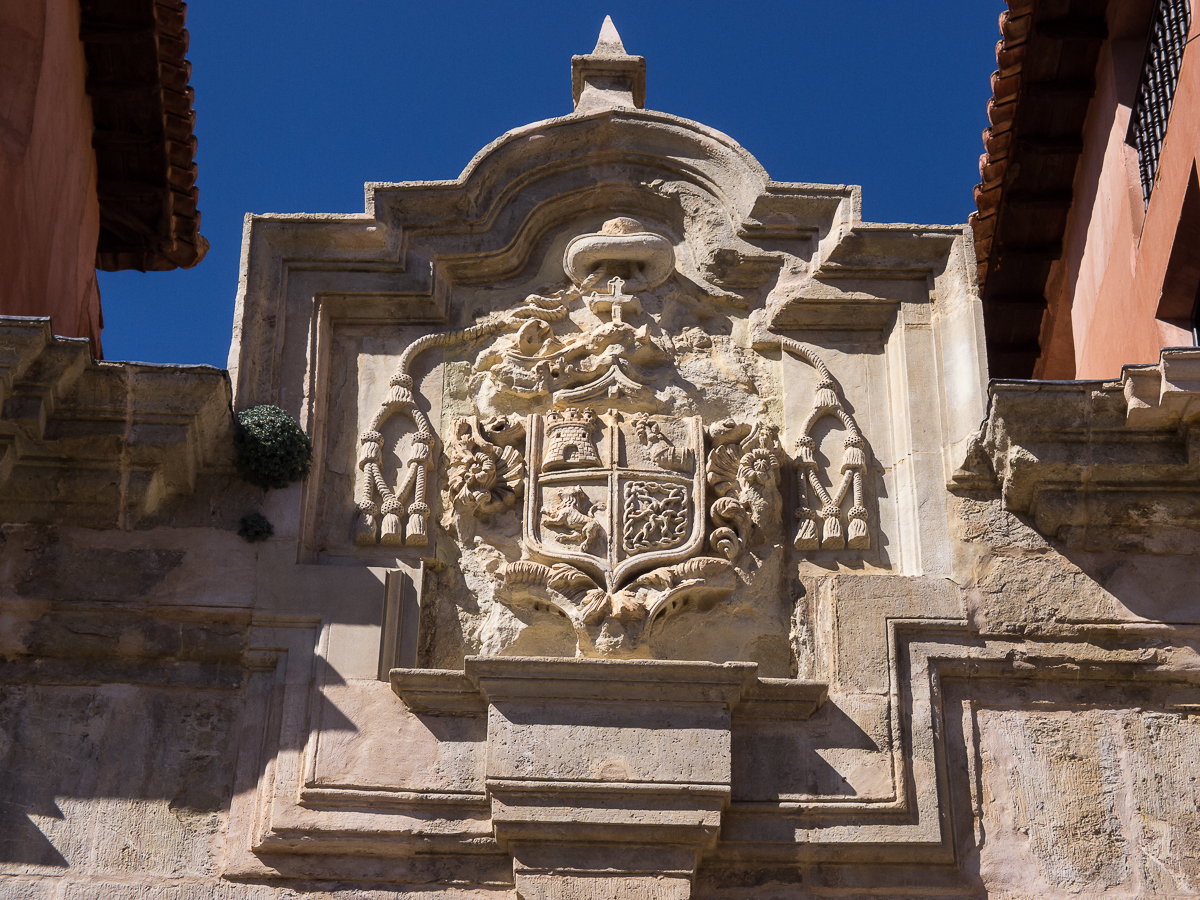
Detalle del escudo de la fachada principal, sobre la puerta de acceso

- El alcázar. Tiene origen en la alcazaba musulmana pasando luego a fortaleza feudal. Se ubica en el casco antiguo, en la parte de más difícil acceso para concederle mayor protección. De sus tres puertas de acceso tan solo se conserva en la actualidad una que se inserta en el mismo recinto amurallado. El cerco de la muralla que abarca una superficie total de 3 400 m², se refuerza con once torres de planta circular.[6]

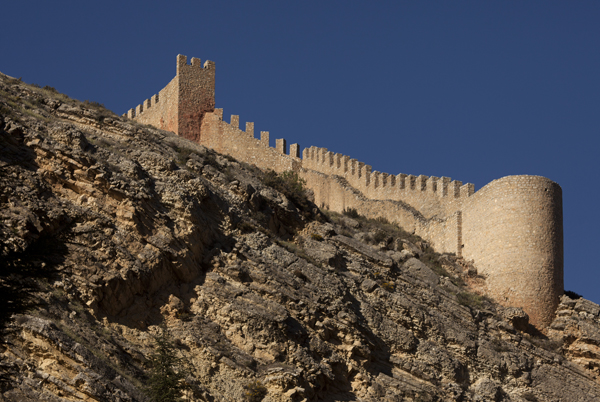
Vista general
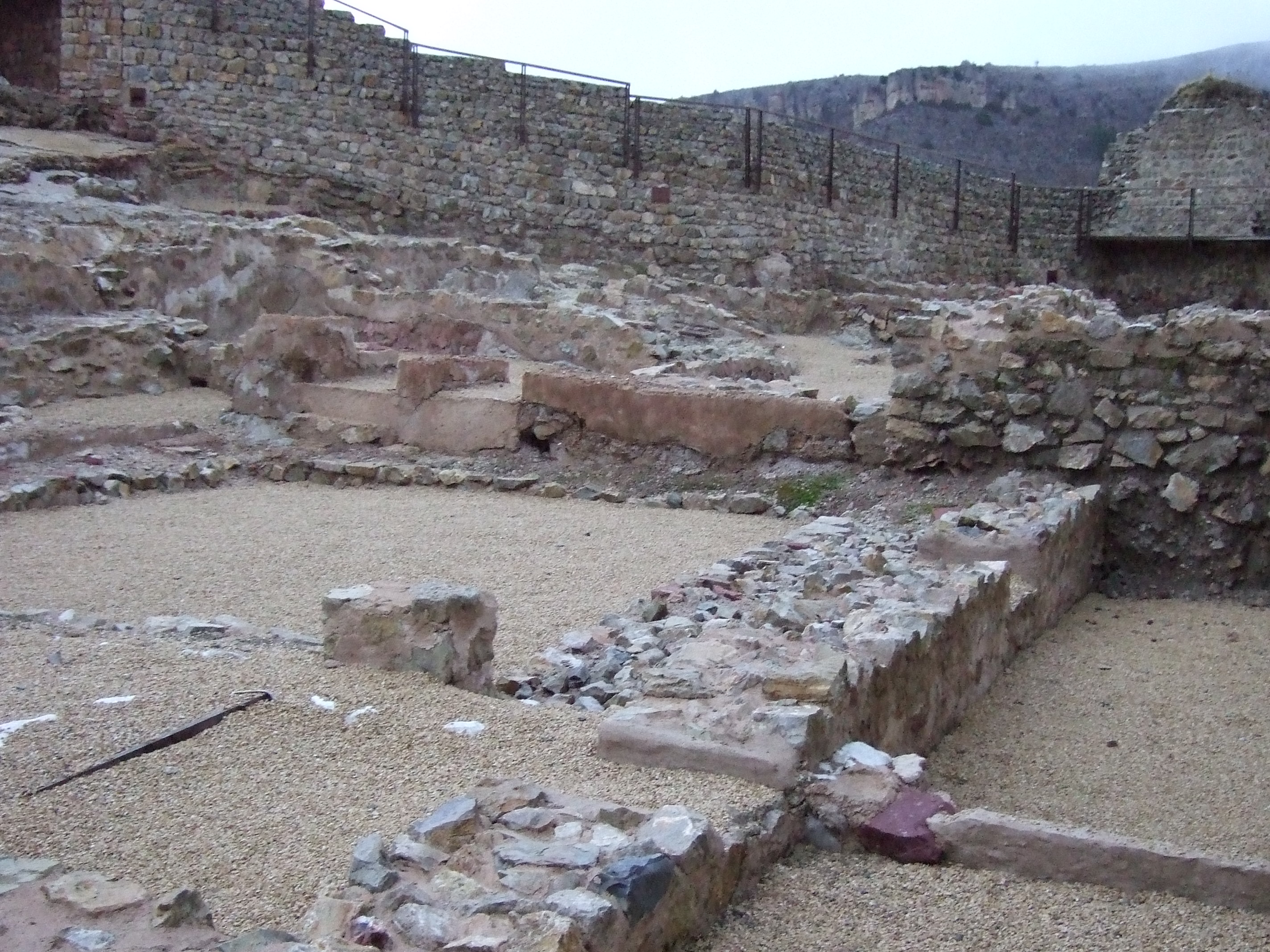
Restos antigua Alcazaba
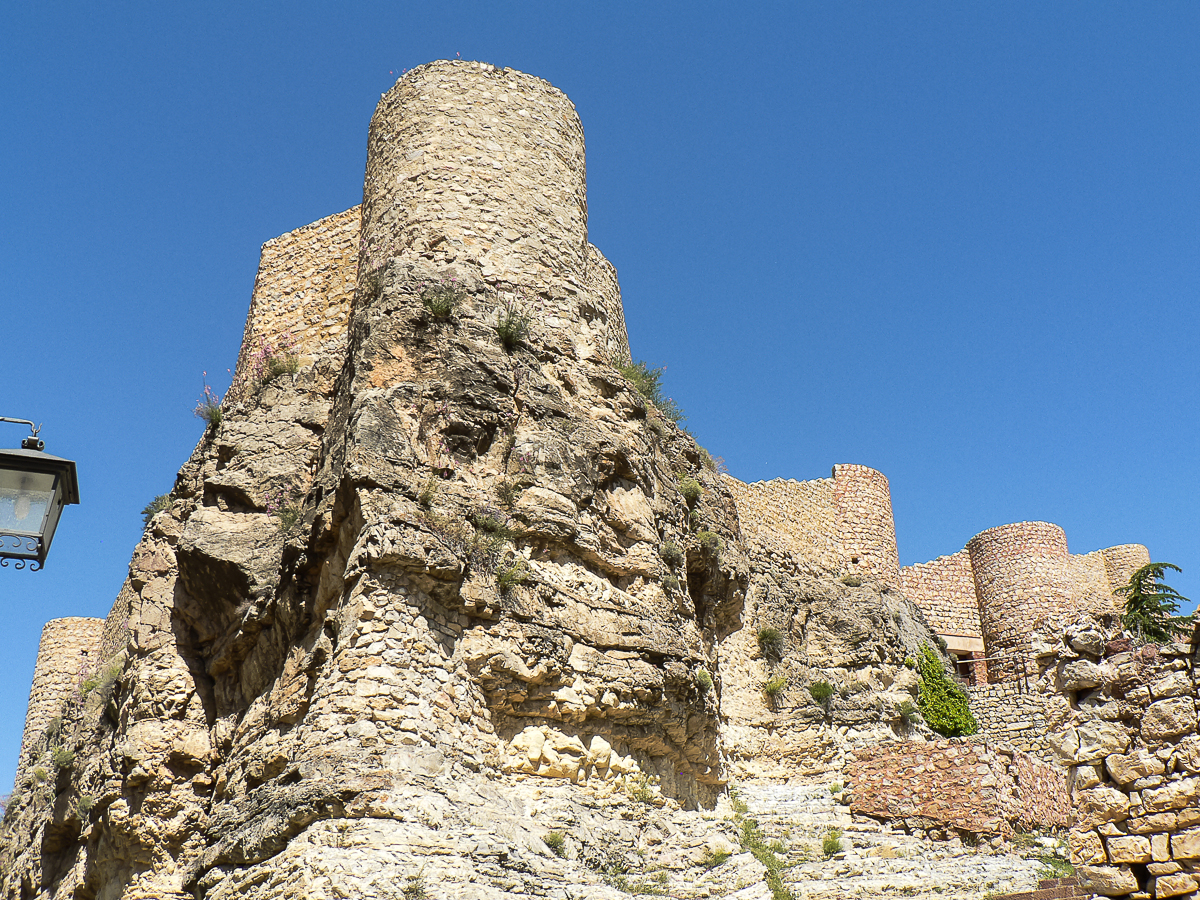
Detalle torres circulares

- Recinto fortificado. El recinto amurallado tiene diversas fases tanto de construcción como de posteriores ampliaciones. El primer recinto, datado del 965, construido por los musulmanes, comprendía la iglesia de Santa María y el Alcázar. A finales del siglo X se construye la Torre del Andador, como torre albarrana, pero que finalmente se incluyó en el recinto fortificado a comienzos del siglo XI. Cuando Albarracín se convierte en capital de la taifa de Albarracín, se tuvo que ampliar  la muralla. Así, el primitivo portal de Hierro quedó dentro del nuevo recinto, y se abrieron tres portales: al este, el Portal de Teruel, del que no se conserva nada; al oeste, el Portal de Molina (formado por dos torreones de planta cuadrada y entre ambos un arco de medio punto de gran dovelaje de sillería); y al sur, el Portal del Agua (construido para facilitar una salida de la ciudad en caso de asedio y para abastecimiento de agua), adosado a uno de los torreones de la muralla y protegida originalmente por la Torre de la Muela del cual tampoco quedan restos.[8]

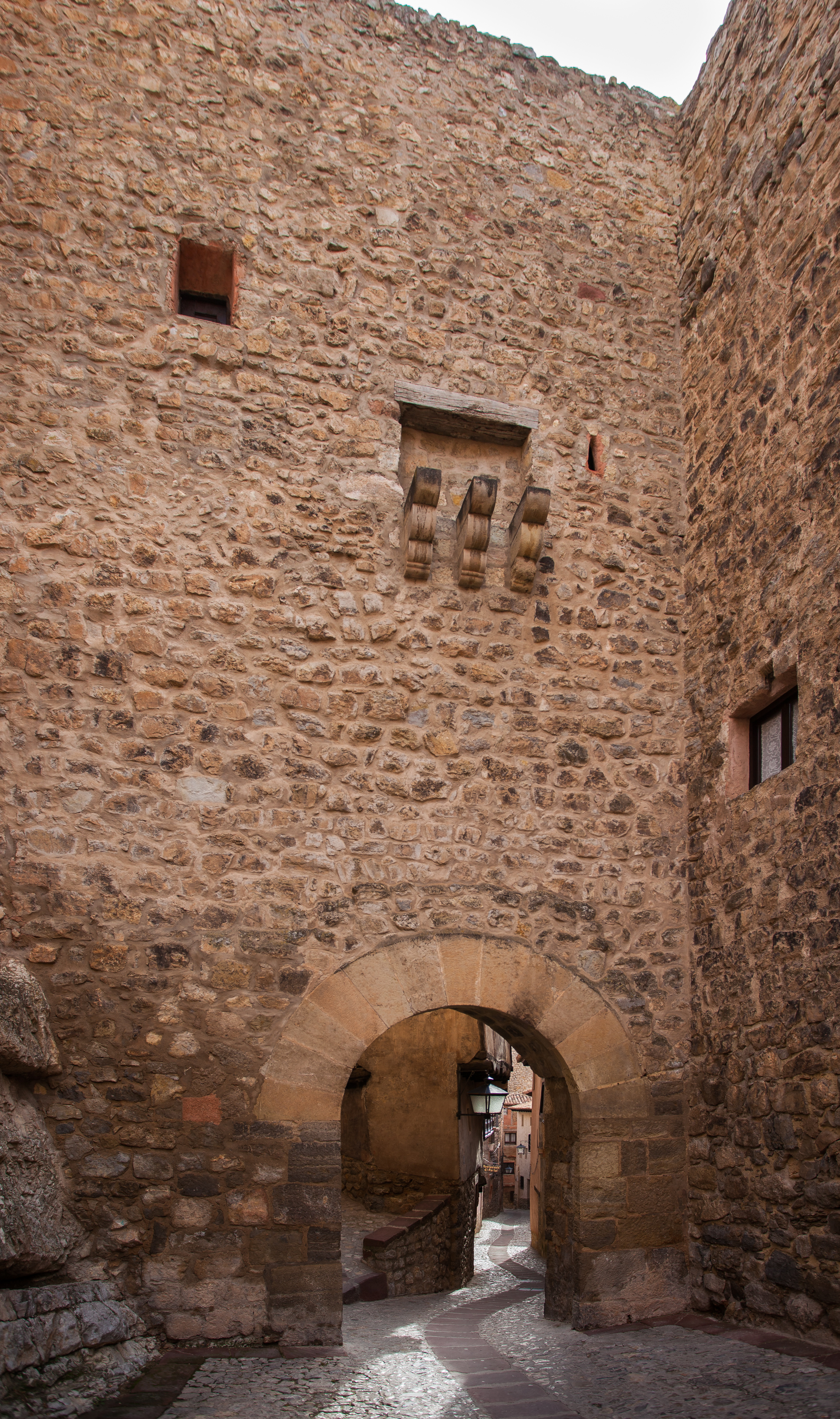
Portal de Molina
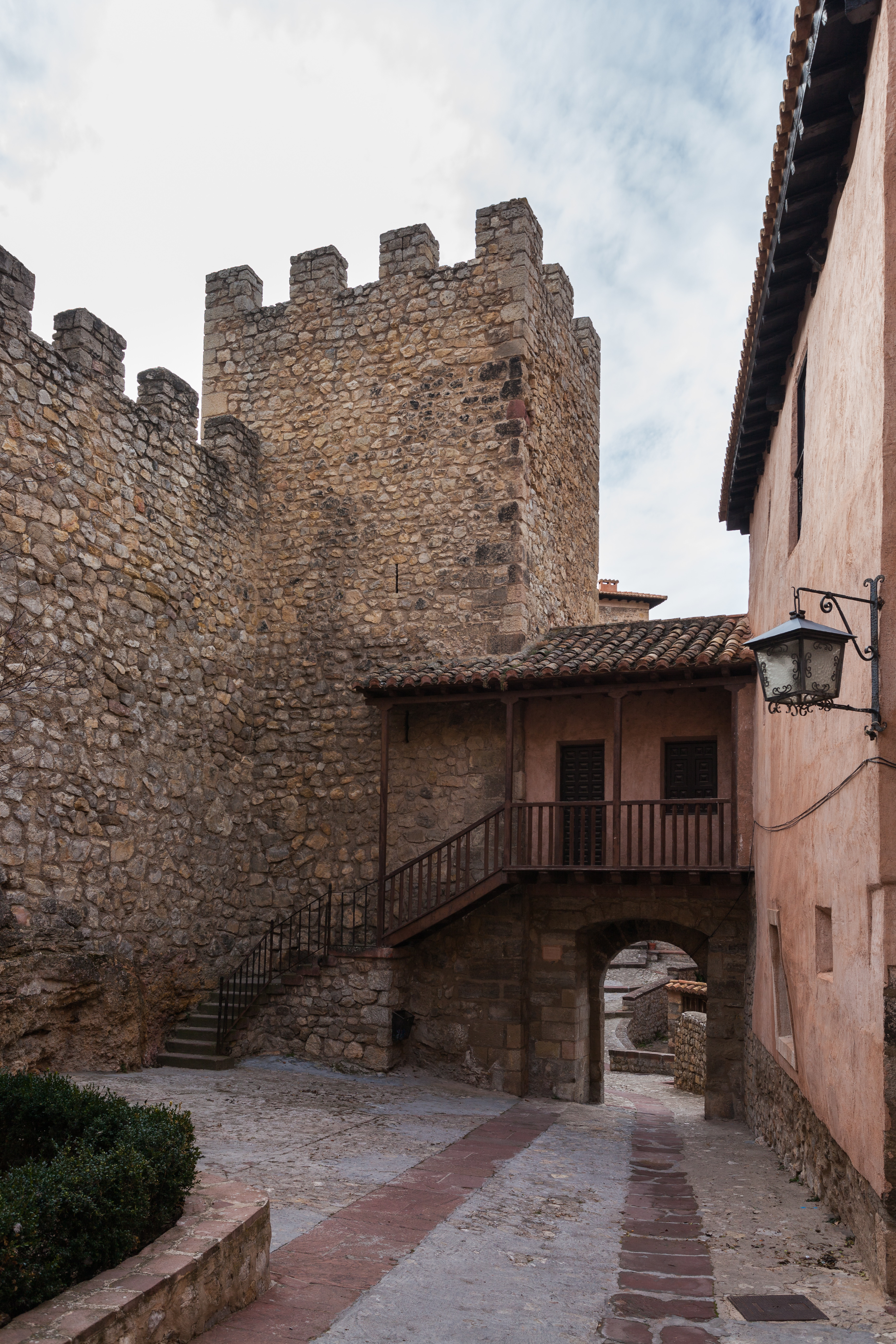
Portal del Agua
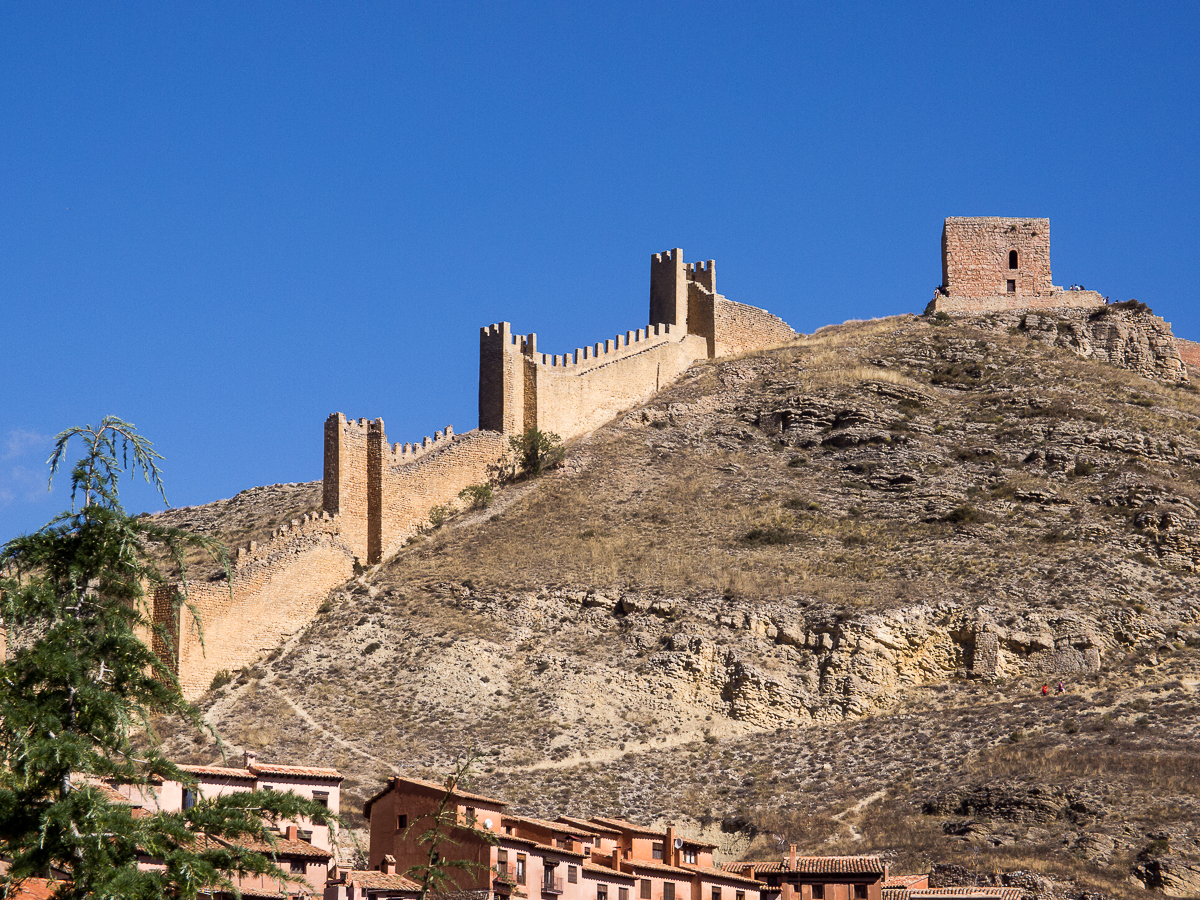
Murallas
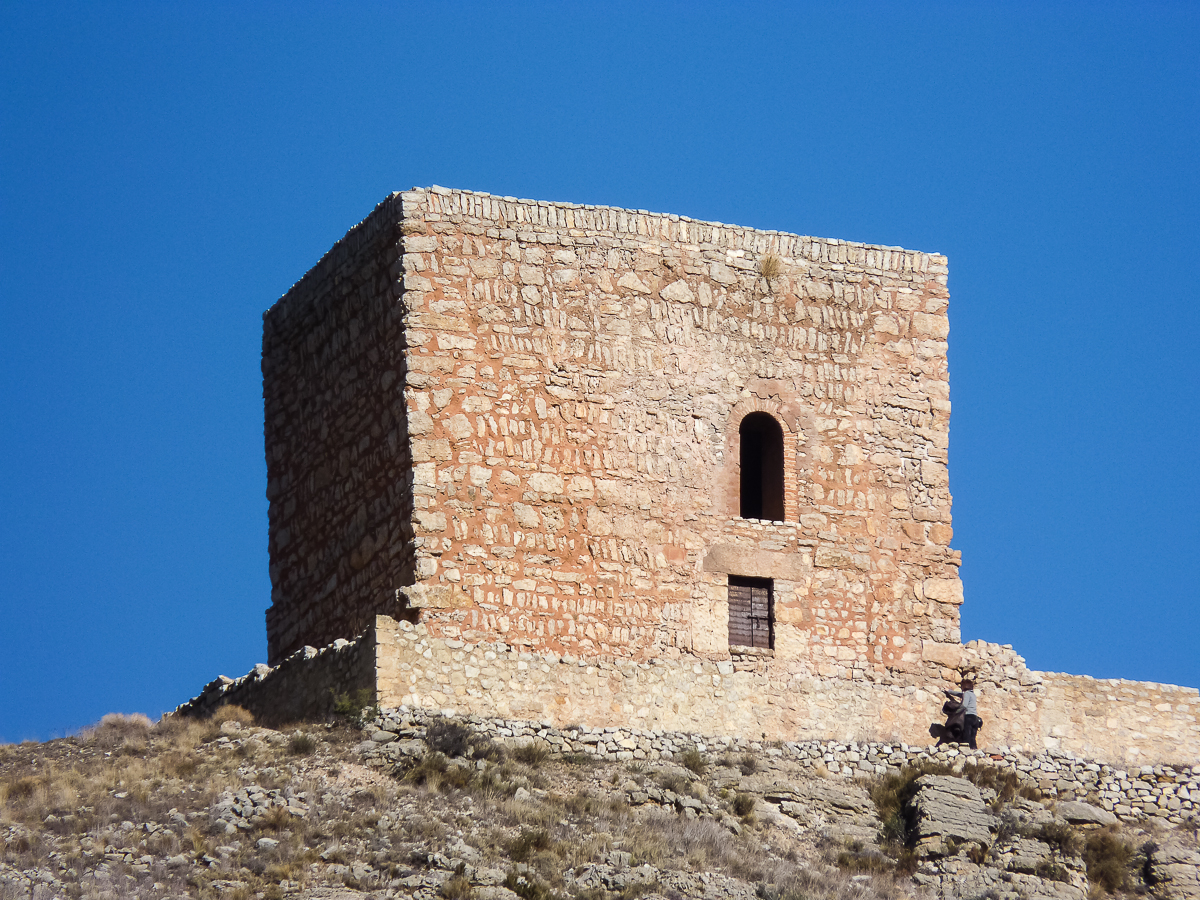
Torre del Andador
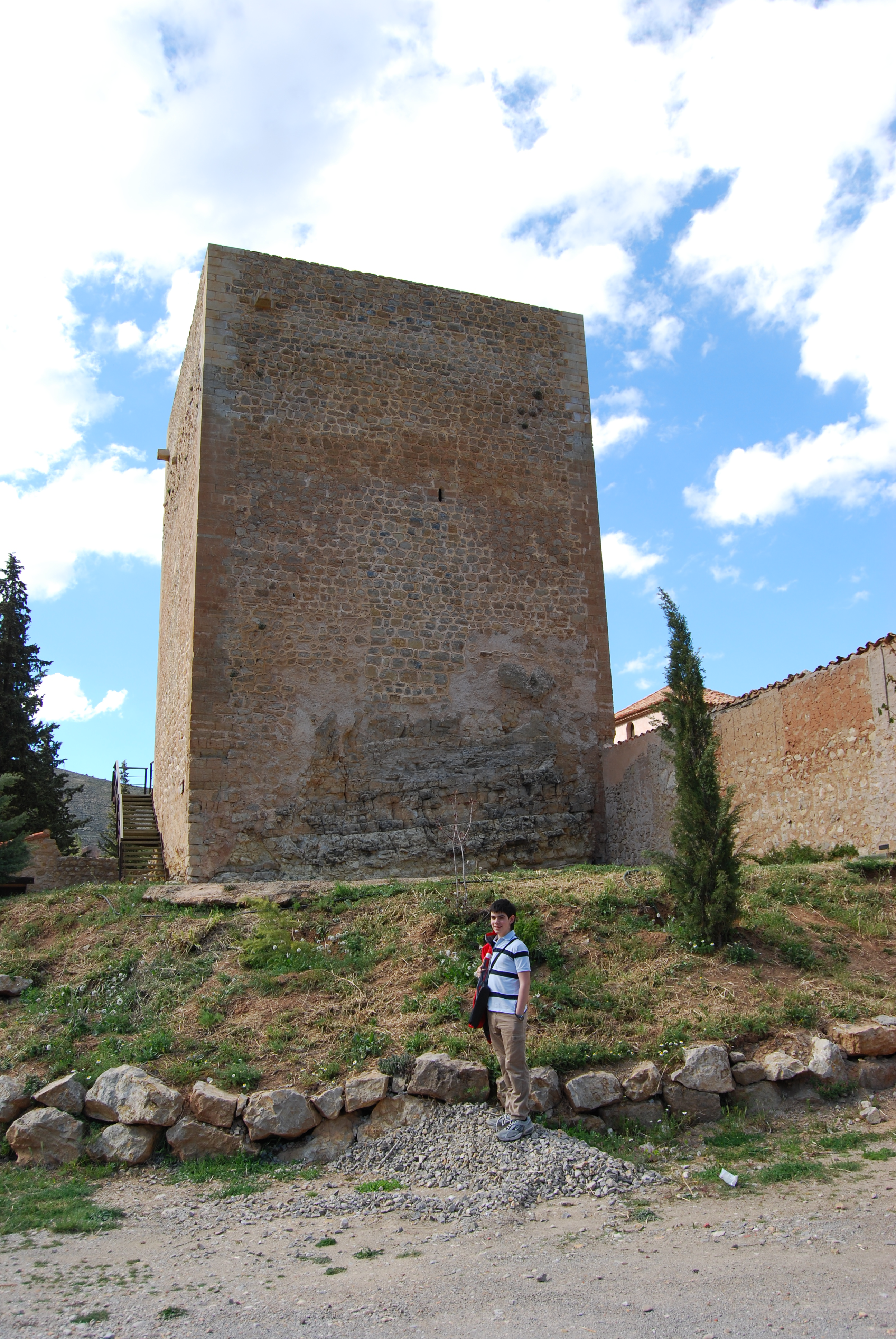
Torre de Doña Blanca

- Torre del Andador. datada entre los siglos X y XI, se ubica en el punto más alto de Albarracín. Presenta planta cuadrangular (de 10  metros por siete), fábrica musulmana y foso artificial, excavado en la roca. Junto con el Alcázar y la Torre de la Muela formaba parte del triángulo estratégico de la ciudad.[9]
- La torre de Doña Blanca. Situada sobre el extremo sur del meandro, al lado mismo de la iglesia de Santa María. Es considerada como uno de los tres castillos, junto con el castillo en sí y la torre del Andador, que conforman el sistema defensivo de la ciudad. Presenta una altura de 18 metros y planta cuadrada con  gruesos muros de mampostería.  El acceso se realiza a través de una puerta situada a más de ocho metros de altura sobre el suelo exterior, con lo que se pretendía garantizar la defensa en caso de asedio. El interior se divide en cuatro plantas y desde en la  última se accede a una terraza superior, que hace las veces de mirador de la ciudad.[6]
- La ermita de San Juan. Situada en el mismo barrio de San Juan, que antaño fue la judería, se considera erigida sobre una antigua sinagoga.[6]
- Santa María de Albarracín. Se trata del más antiguo de las diferentes iglesias de la localidad, estando datada su construcción en el siglo XII. Se cree que es una obra inconclusa del maestro francés Quinto Pierres Videl, terminada por un maestro, lo más probablemente local, quien debió incluir los elementos mudéjares de la parte alta de los muros exteriores. Sólo se abre en Semana Santa y en mayo.[6]
- Plaza Mayor. Es el núcleo central de Albarracín de diseño irregular data del siglo XI. En ella se sitúan  edificios con balcones corridos y tradicionales barandillas de forja. Destaca el Ayuntamiento, construido a mediados del siglo XVI sobre una base de soportales con arquería de medio punto, presentando en el piso superior el escudo de Albarracín.[10]
- Casas Nobles y arquitectura tradicional que se puede contemplar a lo largo de las callejuelas que conforman el conjunto histórico. Llaman la atención la casa de los Dolz de Espejo, datada en el siglo XV; la casa de La Brigadiera, construida en el siglo; la mansión de los Navarro de Arzuriaga (casa de cuatro plantas situada junto al Portal de Molina, restaurada a mediados de los setenta, cuando se tapió el torreón sobre su fachada y se intervino sobre su alero. Puede observarse un escudo familiar en piedra sobre las dovelas de la puerta de acceso con forma de arco de medio punto),[11] datada del siglo XVII; o la casa de los Monterde y Altillón también del siglo XVII.[10]

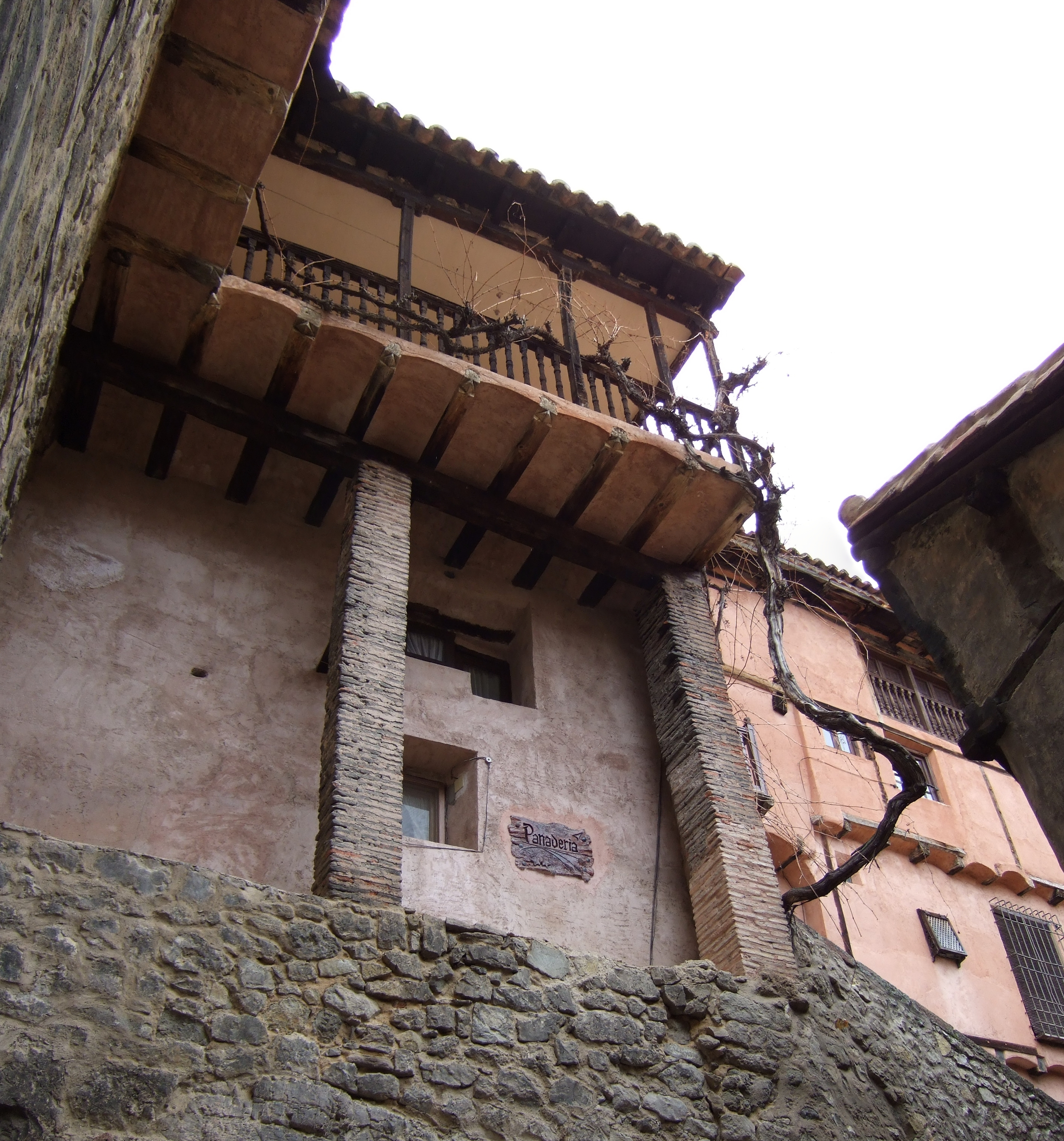
Casas colgantes
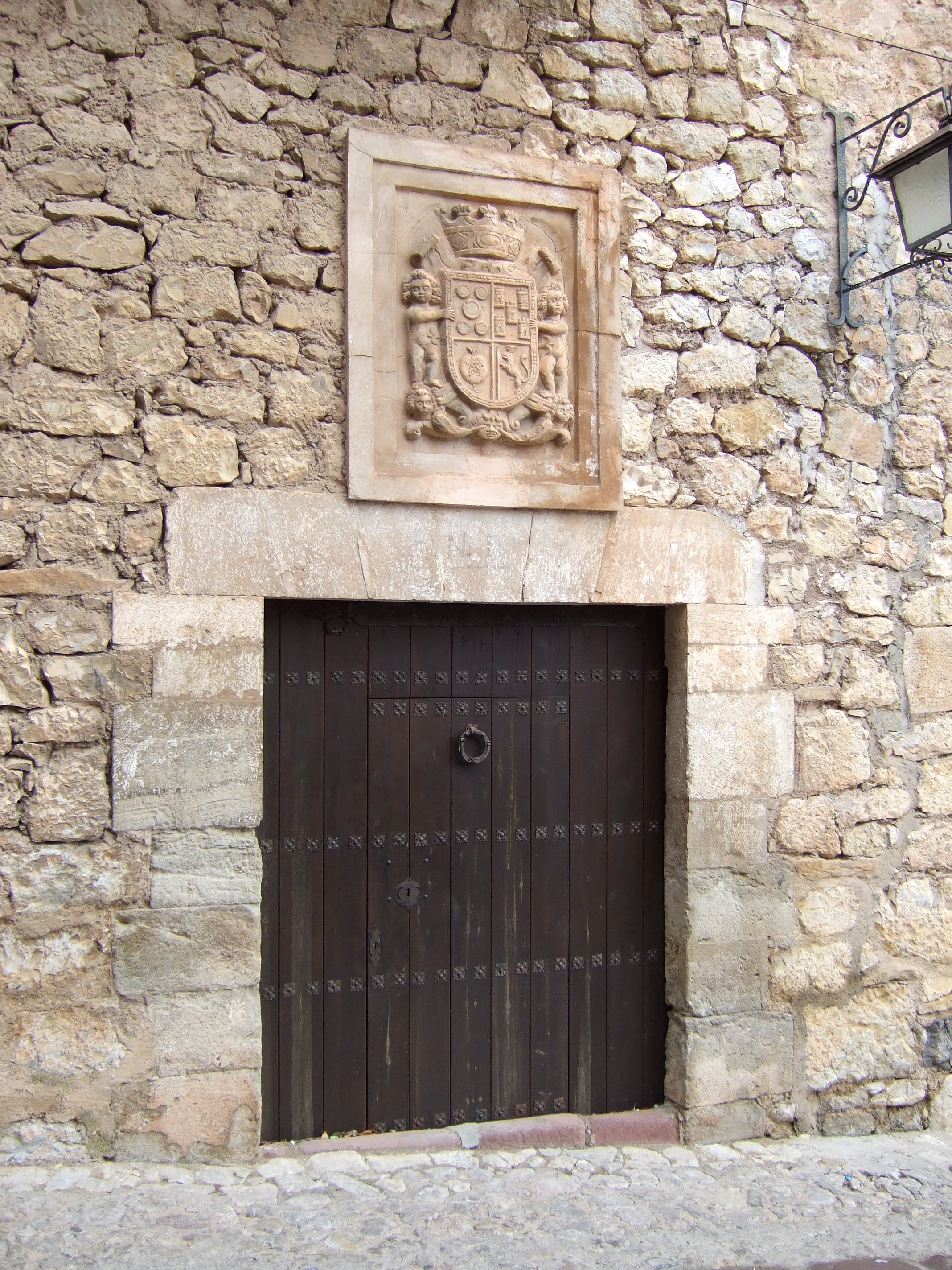
casa de Dolz de Espejo
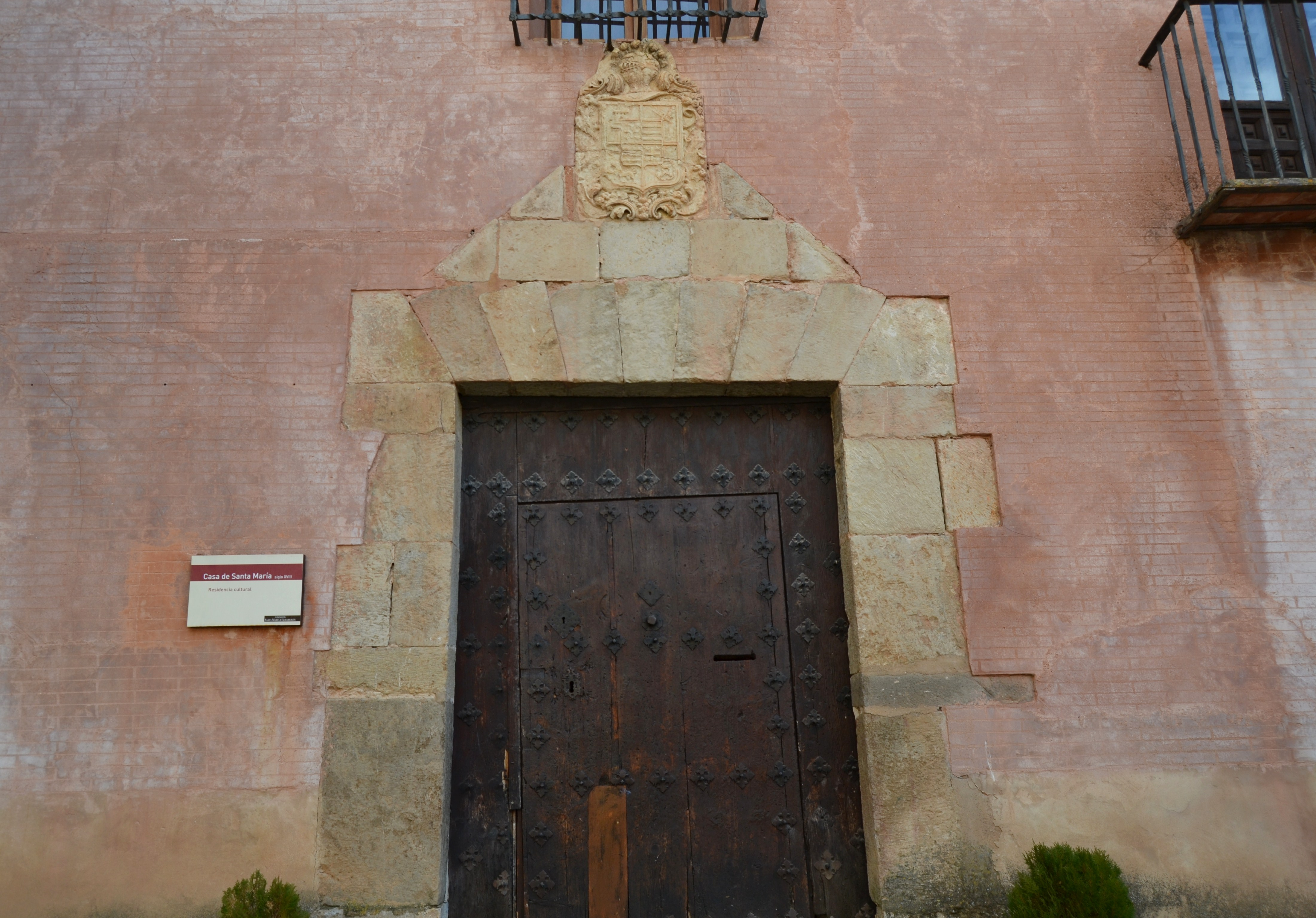
Puerta de la casa de Santa María
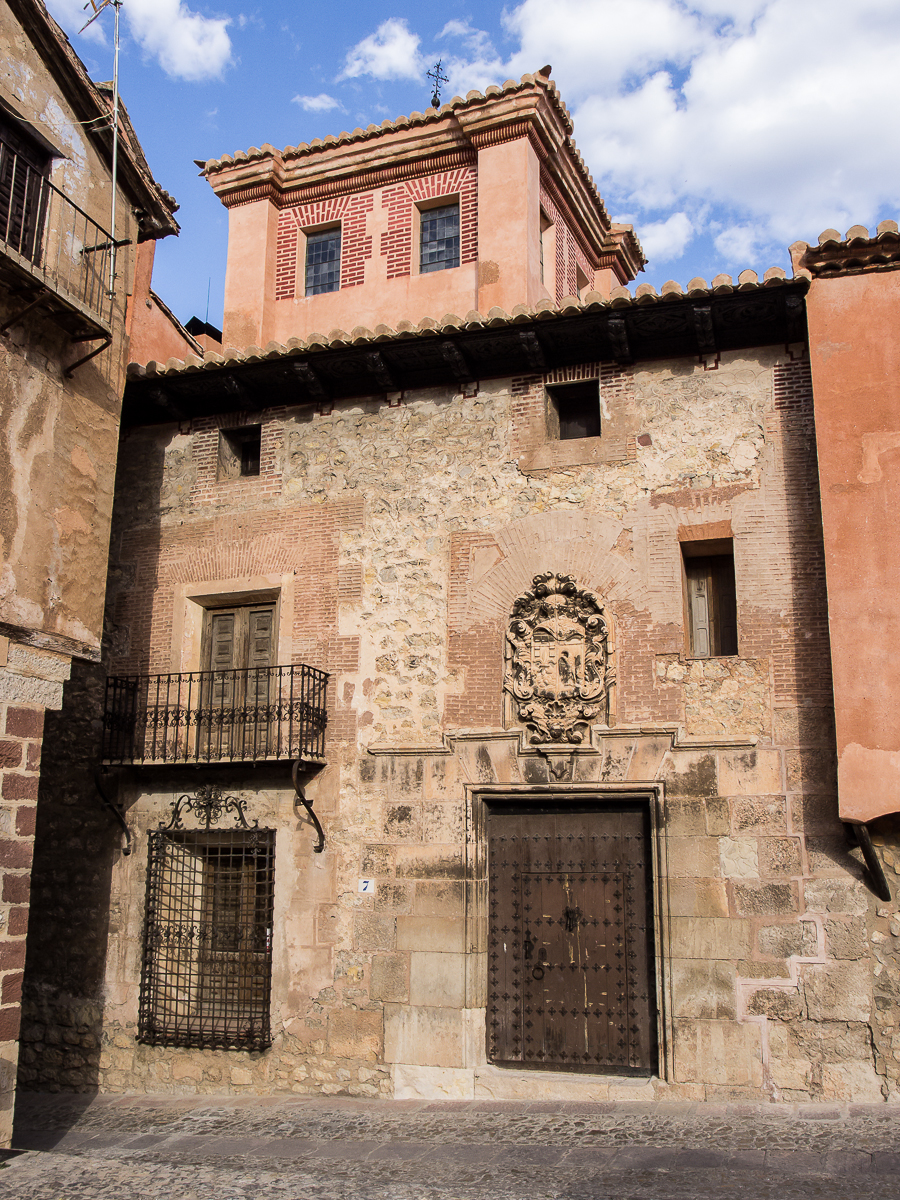
Casa de los Monterde
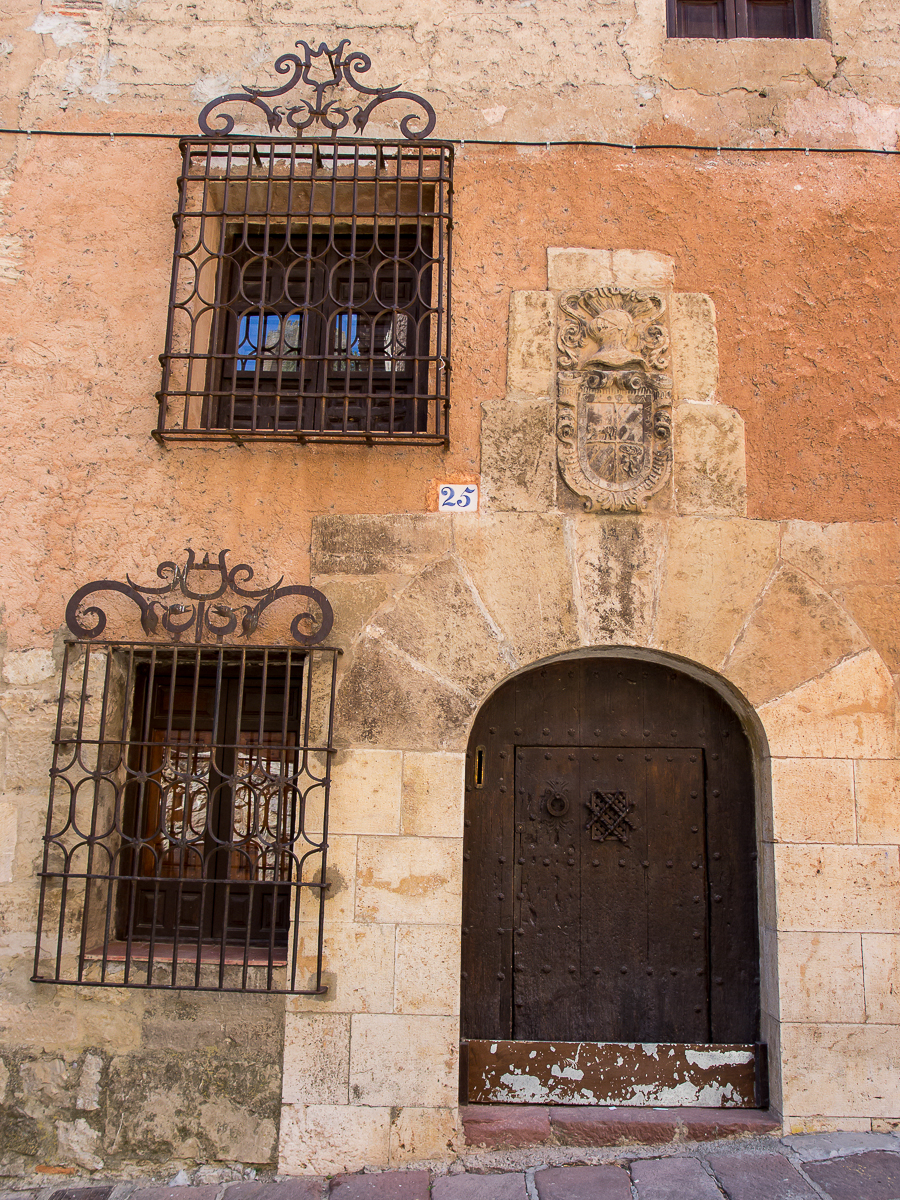
Casa de los Navarro Arzuriaga en la calle Palacios
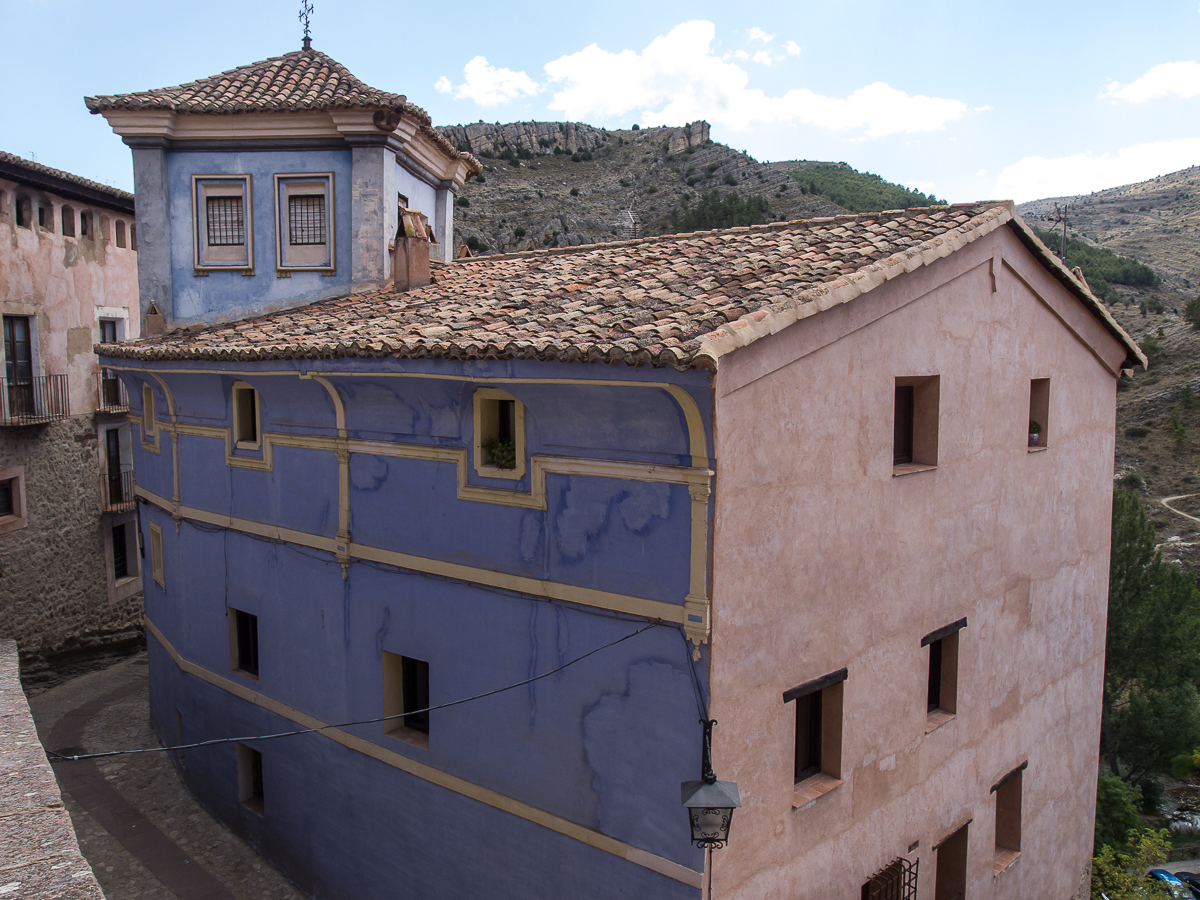
Casa de los Navarro Arzuriaga conocida como “Casa azul”.
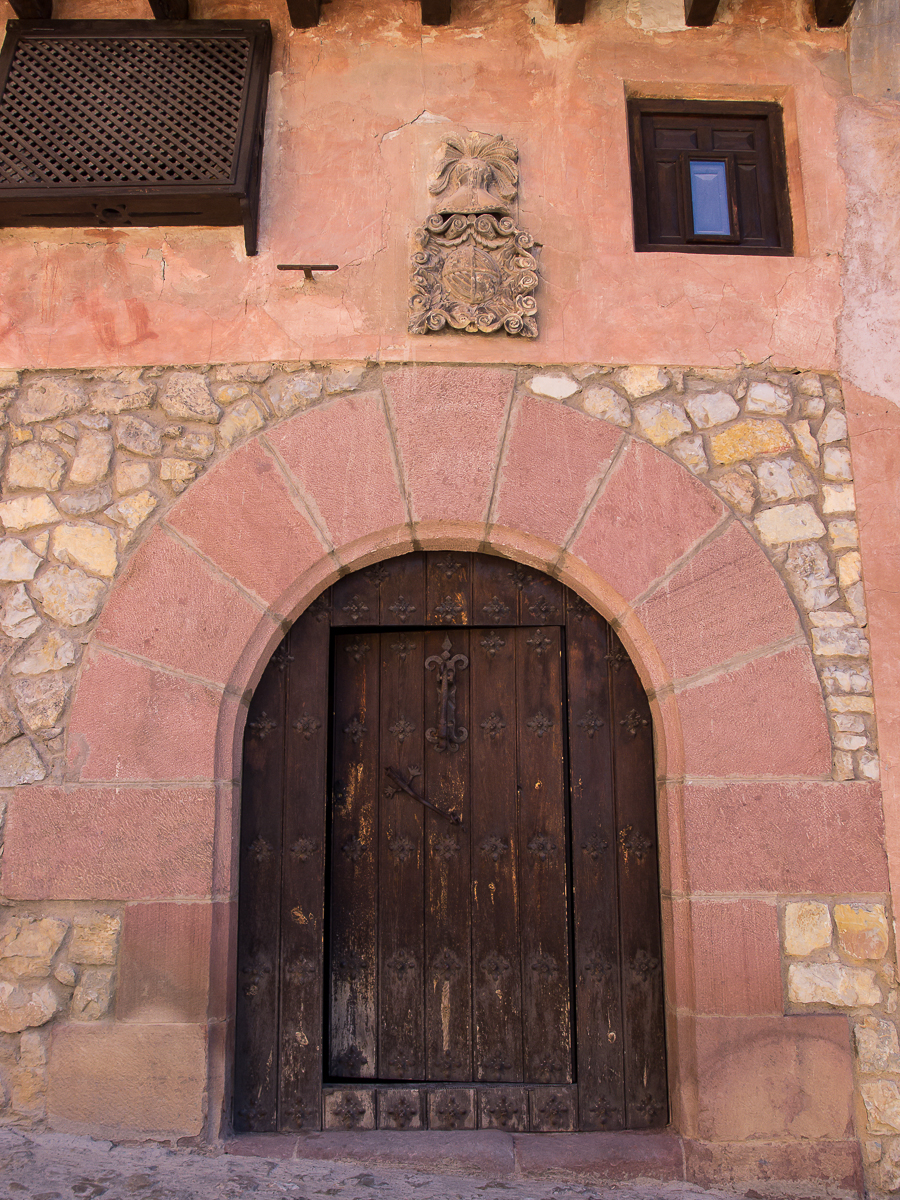
Casa de los Pérez de Toyuela
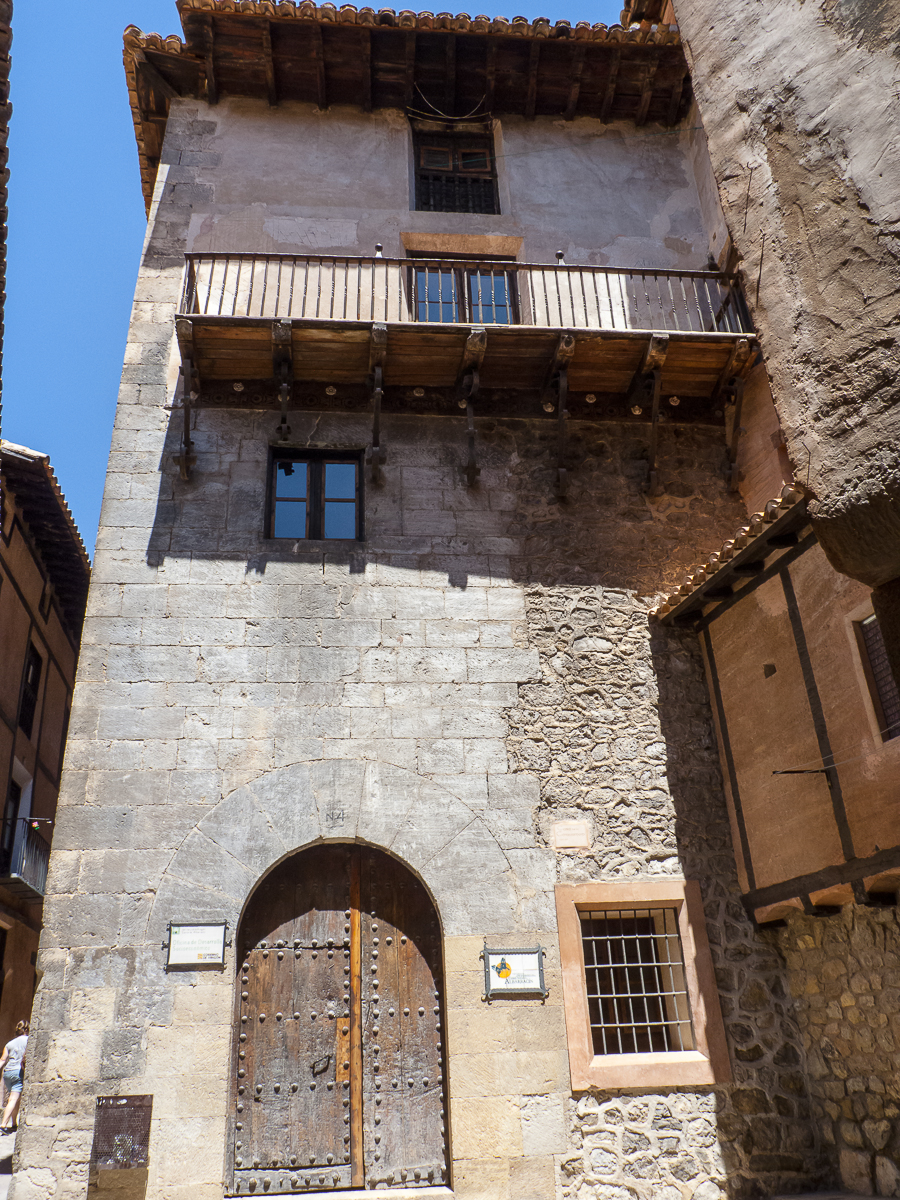
Casa del Abanico
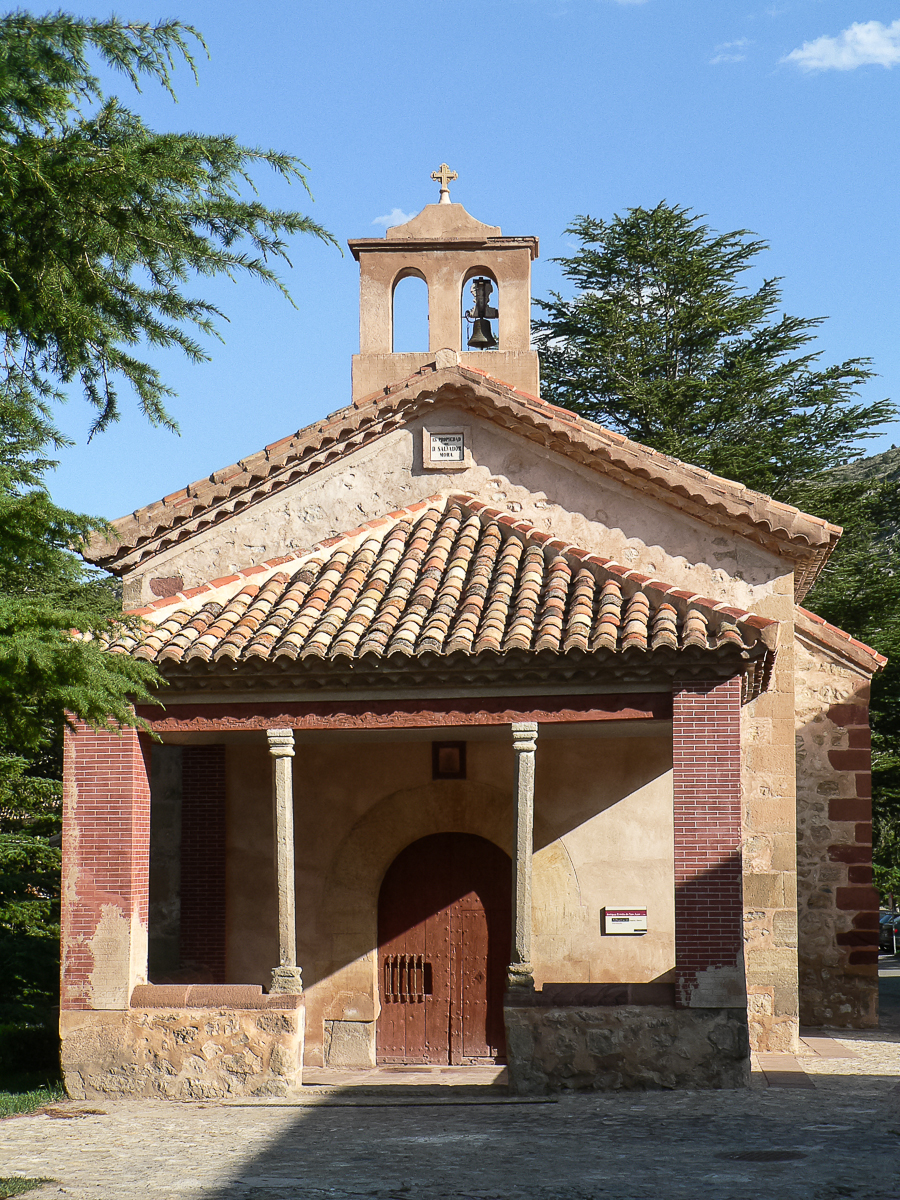
Ermita de San Juan
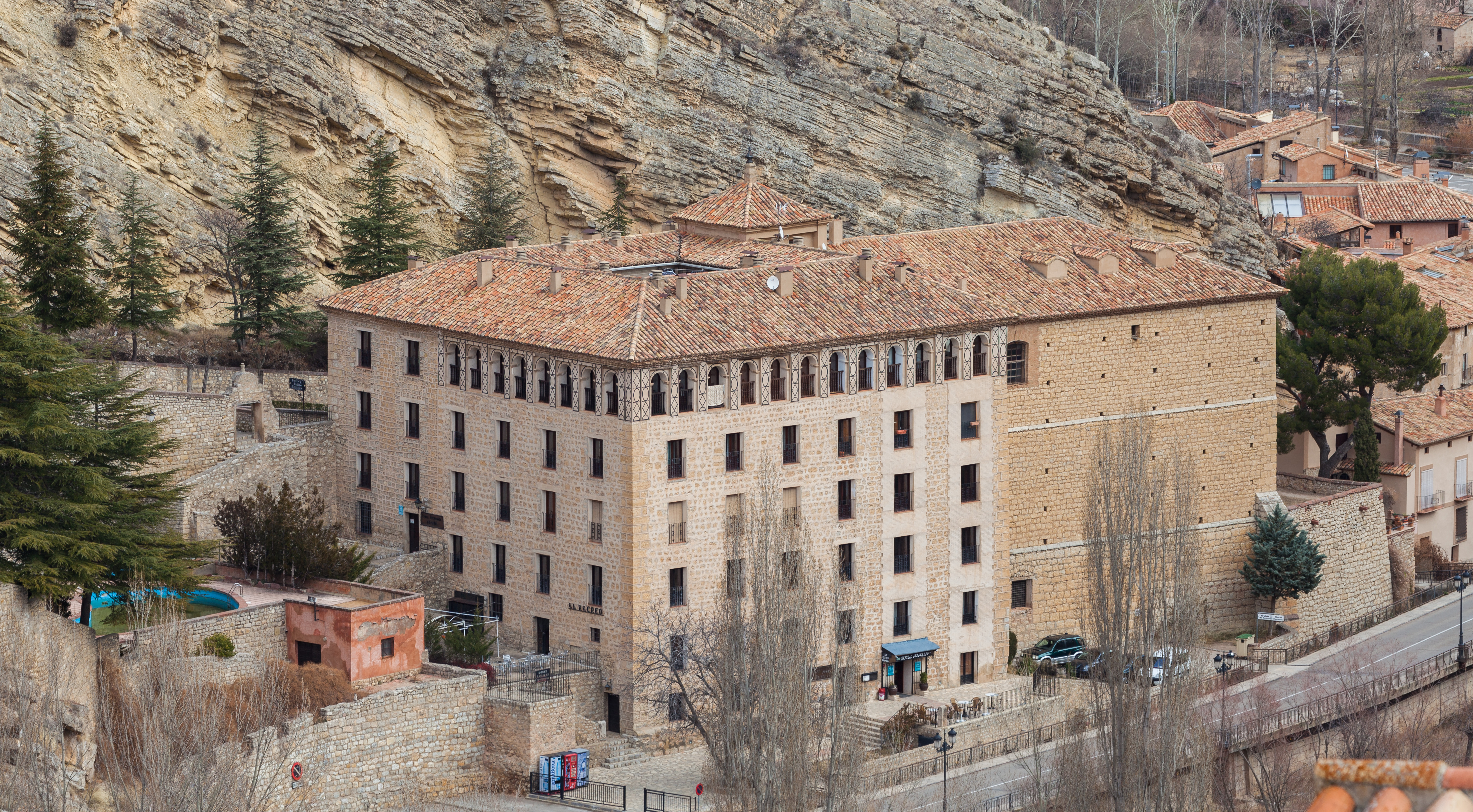
Escuelas Pías
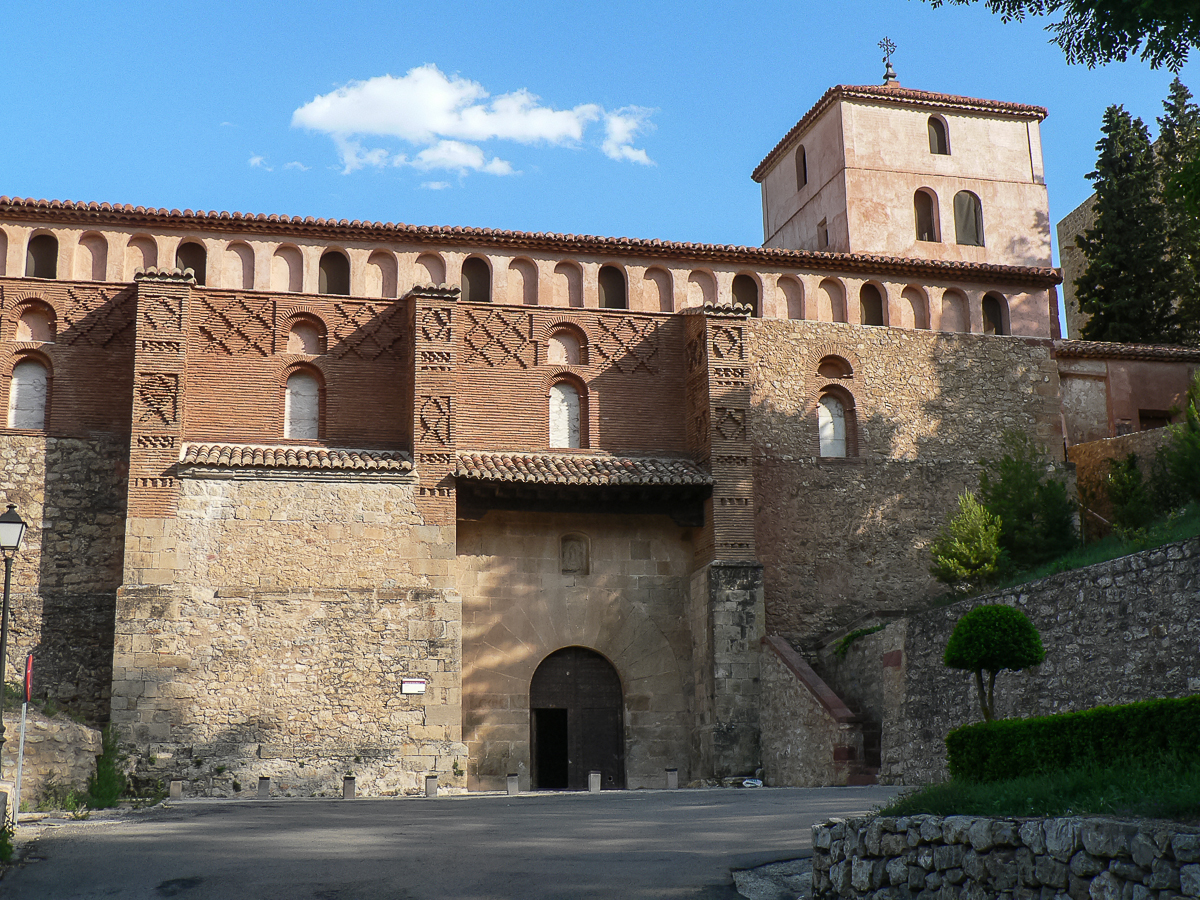
Iglesia de Santa María
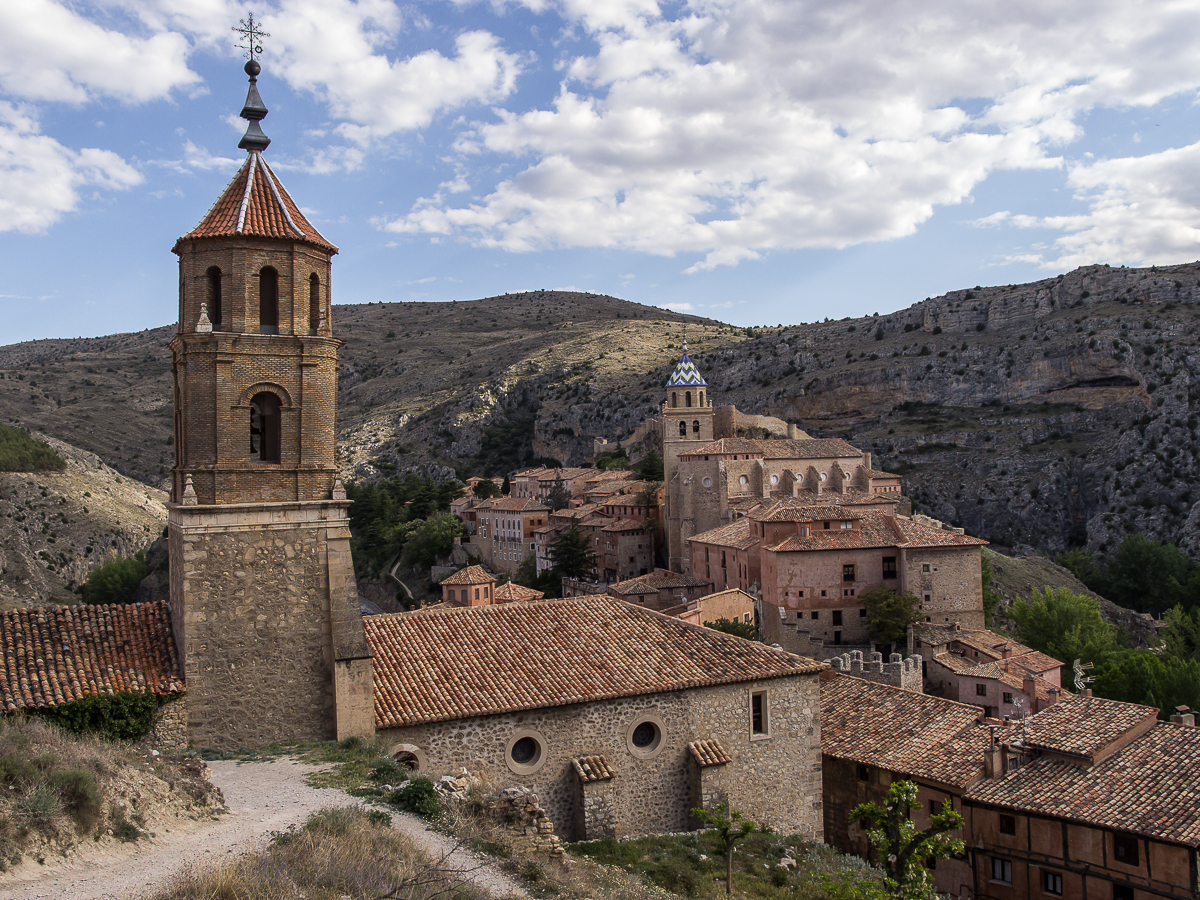
Vista general de la Iglesia de Santiago

- Otras casas más sencillas como la casa de La Julianeta (de gran inclinación), la casa de El Chorro y otras viviendas de la calle Azagra.[10]
- Iglesia de Santiago, que presenta un estilo   gótico tardío, pese a construirse entrado ya el siglo XVI, obra de Alonso del Barrio. Presenta una estructura sencilla de la que destaca el campanario y en el interior cabe destacar el altar mayor dedicado a Santiago apóstol.[10]
- Otros templos de interés serían la ermita del Cristo de la Vega, del  siglo XVII, que guarda en su interior una talla románica de  la  Virgen del siglo XIII, y un lienzo del Ecce Homo, del siglo XVI.  También es destacable el convento barroco de los Escolapios o el monasterio de las dominicas de San Bruno y San Esteban, del siglo XVI.[10]